# Чемпионат мира по хоккею с шайбой 2013
Чемпионат мира по хоккею с шайбой 2013 — 77-й по счёту чемпионат мира, который прошёл с 3 по 19 мая 2013 года в столице Швеции Стокгольме и столице Финляндии Хельсинки. Это решение было принято 8 мая 2009 года в Берне во время ЧМ-2009.
Чемпионат проходил в тех же странах и городах, что и в 2012 году, но на этот раз главным городом был Стокгольм. Чемпионом мира в девятый раз в своей истории стала сборная Швеции, обыгравшая в финале швейцарцев со счетом 5:1.. Швейцарцы, до финала одержавшие 9 побед в 9 матчах, выиграли медали чемпионата мира впервые за 60 лет, а серебряные медали чемпионата швейцарцы последний раз выигрывали 78 лет назад.

## Выбор места проведения
Изначально проведение в двух странах не планировалось. Претендентами на проведение чемпионата были также Беларусь (в Минске и Бобруйске), Венгрия (в Будапеште), Латвия (в Риге) и Чехия (в Праге и Остраве). Также о намерении участвовать в борьбе за право проведения чемпионата в Санкт-Петербурге заявляла Россия, но в итоговый список после первого тура отбора заявка не попала.
Шансы Швеции на получение чемпионата изначально оценивались как наиболее высокие (последний чемпионат проводился там в 2002), немного меньшие — у Чехии (последний чемпионат в 2004, на котором была достигнута рекордная посещаемость в 552 097 зрителей). Минусом белорусской заявки было отсутствие опыта проведения соревнований такого уровня и то, что необходимые спортивные сооружения только строятся, но тот факт, что чемпионат ни разу не проводился здесь, увеличивало её шансы. Вероятность получения чемпионата Венгрией была изначально низка, поскольку её сборная на момент выборов не входила в элиту мирового хоккея (играла в первом дивизионе). Основная ставка в их заявке была сделана на шанс популяризации хоккея в стране. Получение чемпионата Латвией также было маловероятно, так как последний раз чемпионат проводился там в 2006. Шансы России изначально оценивались как невысокие, поскольку в ней проводились чемпионаты в 2000 и 2007 годах.
Решение было принято 21 сентября на полугодовом конгрессе Международной федерации хоккея ИИХФ, который проходил в Ванкувере с 20 по 22 сентября 2007 года. На голосовании Швеция получила 70 голосов из 96 возможных, Беларусь — 15, Венгрия — 8, Чехия — 3, а Латвия сняла свою кандидатуру за несколько минут до начала голосования в пользу Швеции.
Однако 8 мая 2009 года в Берне во время ЧМ-2009 было решено провести чемпионаты 2012 и 2013 годов одновременно в двух странах — Швеции и Финляндии.
На чемпионате мира 2013 приняли участие 16 сборных, занявших места, с 1 по 14-е, и 2 сильнейших команды в Первом дивизионе чемпионата мира по хоккею с шайбой 2012. Как и на предыдущем чемпионате мира, сборные были разделены на 2 группы по 8 команд, 2 последние команды (сборная Австрии и сборная Словении) выбыли в Первый дивизион чемпионата мира по хоккею с шайбой 2014.

## Арены
| Швеция                           | Глобен Арена (Стокгольм) Хартвалл Арена (Хельсинки) | Финляндия                          |
| Стокгольм                        | Глобен Арена (Стокгольм) Хартвалл Арена (Хельсинки) | Хельсинки                          |
| Глобен Арена Вместимость: 13 850 | Глобен Арена (Стокгольм) Хартвалл Арена (Хельсинки) | Хартвалл Арена Вместимость: 13 500 |
|                                  | Глобен Арена (Стокгольм) Хартвалл Арена (Хельсинки) |                                    |

## Участвующие команды
В чемпионате приняло участие 16 национальных команд. Четырнадцать из Европы и две из Северной Америки. Сборные Австрии и Словении прошли на чемпионат из первого дивизиона. Остальные — с первых четырнадцати мест в высшем дивизионе.
| 14 из Европы          | Австрия *  | Беларусь    | Германия | Дания    |
| 14 из Европы          | Латвия     | Норвегия    | Россия   | Словакия |
| 14 из Европы          | Словения * | Финляндия + | Франция  | Чехия    |
| 14 из Европы          | Швейцария  | Швеция +    |          |          |
| 2 из Северной Америки | Канада     | США         |          |          |

14 команд автоматически квалифицировались в высший дивизион по итогам ЧМ-2012

* 2 команды перешли в высший дивизион по итогам первого дивизиона ЧМ-2012

## Посевы
Посев команд по группам осуществляется на основе рейтинга национальных хоккейных сборных, составляемого Международной федерацией хоккея. Команды были поделены следующим образом (в скобках указано место в рейтинге на момент посева):
| Группа H | Группа H      | Группа S | Группа S      |
| -------- | ------------- | -------- | ------------- |
|          | Россия (1)    |          | Чехия (3)     |
|          | Финляндия (2) |          | Швеция (4)    |
|          | Словакия (6)  |          | Канада (5)    |
|          | США (7)       |          | Норвегия (8)  |
|          | Германия (10) |          | Швейцария (9) |
|          | Латвия (11)   |          | Дания (12)    |
|          | Франция (14)  |          | Беларусь (13) |
|          | Австрия (15)  |          | Словения (16) |

Сборные России и Чехии произвели рокировку по взаимному согласию и разрешению Международной федерации хоккея. В результате чего сборная России будет выступать в Финляндии, а не в Швеции, как было объявлено ранее. Это было сделано для удобства российских болельщиков (исходя из предположения, что им проще добраться до Хельсинки, чем до Стокгольма) и для большей наполняемости трибун в групповых матчах.

## Правила
Предварительный и квалификационный этапы чемпионата мира объединены, а утешительный этап упразднён. Раньше в предварительном этапе 16 сборных были разделены на 4 группы по 4 сборные. Теперь команды разделены на 2 группы по 8 сборных, где каждая сборная играет с каждой по одному матчу. Матчи внутри групп проводятся в Хельсинки (Группа H) и в Стокгольме (Группа S).
Места в группе определяются количеством набранных очков по итогам игр: за победу в основное время команда получает 3 очка, за победу в овертайме или по буллитам — 2 очка, за поражение в овертайме или по буллитам — 1 очко. Если сборные имеют идентичные показатели по общему количеству набранных очков, в расчет будут идти результаты очных противостояний между этими командами. Затем, при необходимости, в расчет может пойти количество заброшенных шайб. В случае, если и по всем вышеперечисленным показателям команды будут иметь одинаковые показатели, выше в турнирной таблице окажутся сборные с более высоким местом в рейтинге посева.
Команды, занимающие 1—4 места в группе, проходят в четвертьфинал, матчи которого также проходят внутри группы. Матчи полуфинала и финала проводятся в Стокгольме. Сборная, финишировавшая последней в своей группе, выбывает в первый дивизион. При этом сборная Беларуси не может покинуть высший дивизион по итогам турнира даже в том случае, если займет последнее место в своей группе, поскольку страна будет принимать чемпионат мира 2014 года.

## Предварительный этап
| Таблица обозначений                                                        |
| -------------------------------------------------------------------------- |
| Сборная вышла в четвертьфинал                                              |
| Сборная не вышла в четвертьфинал, но примет участие в Чемпионате мира-2014 |
| Сборная выбыла в первый дивизион чемпионата мира-2014                      |

### Группа H (Хельсинки, Финляндия)
| \| Команда \| И \| В \| ВО \| ПО \| П \| ГЗ \| ГП \| РГ \| О \| \| --------- \| - \| - \| -- \| -- \| - \| -- \| -- \| --- \| -- \| \| Финляндия \| 7 \| 4 \| 2 \| 0 \| 1 \| 23 \| 14 \| +9 \| 16 \| \| Россия \| 7 \| 5 \| 0 \| 0 \| 2 \| 29 \| 14 \| +15 \| 15 \| \| США \| 7 \| 5 \| 0 \| 0 \| 2 \| 24 \| 16 \| +8 \| 15 \| \| Словакия \| 7 \| 3 \| 0 \| 1 \| 3 \| 18 \| 17 \| +1 \| 10 \| \| Германия \| 7 \| 2 \| 1 \| 1 \| 3 \| 13 \| 16 \| −3 \| 9 \| \| Латвия \| 7 \| 2 \| 0 \| 1 \| 4 \| 14 \| 25 \| −11 \| 7 \| \| Франция \| 7 \| 2 \| 0 \| 1 \| 4 \| 13 \| 21 \| −8 \| 7 \| \| Австрия \| 7 \| 1 \| 1 \| 0 \| 5 \| 18 \| 29 \| −11 \| 5 \| | И — Сыграно игр В — Выигрыши в основное время ВО — Выигрыши в дополнительное время ПО — Проигрыши в дополнительное время П — Проигрыши в основное время ГЗ — Шайб забито ГП — Шайб пропущено РГ — Разница забитых и пропущенных шайб О — Количество очков |   |    |    |   |    |    |     |    |
| Команда | И | В | ВО | ПО | П | ГЗ | ГП | РГ  | О  |
| Финляндия | 7 | 4 | 2  | 0  | 1 | 23 | 14 | +9  | 16 |
| Россия | 7 | 5 | 0  | 0  | 2 | 29 | 14 | +15 | 15 |
| США | 7 | 5 | 0  | 0  | 2 | 24 | 16 | +8  | 15 |
| Словакия | 7 | 3 | 0  | 1  | 3 | 18 | 17 | +1  | 10 |
| Германия | 7 | 2 | 1  | 1  | 3 | 13 | 16 | −3  | 9  |
| Латвия | 7 | 2 | 0  | 1  | 4 | 14 | 25 | −11 | 7  |
| Франция | 7 | 2 | 0  | 1  | 4 | 13 | 21 | −8  | 7  |
| Австрия | 7 | 1 | 1  | 0  | 5 | 18 | 29 | −11 | 5  |

| 3 мая 2013 16:15 | Франция | 2 : 6 (0:1, 0:2, 2:3) | Словакия | Хартвалл Арена, Хельсинки Зрителей: 6966 |

| Отчёт                                                                                            | Отчёт                                                  | Отчёт | Отчёт           | Отчёт                             |
| ------------------------------------------------------------------------------------------------ | ------------------------------------------------------ | --- | --------------- | --------------------------------- |
|                                                                                                  |                                                        | |                 |                                   |
|                                                                                                  | Кристобаль Юэ — 00:00-45:32 Фабрис Ленри — 45:32-60:00 | Вратари | Растислав Станя | Судьи: Брент Райбер Дерек Заласки |
|                                                                                                  | Голы:                                                  | |                 | Судьи: Брент Райбер Дерек Заласки |
| Дамьен Ро (Тим Бозон, Шарль Бертран) — 45:32 Дамьен Флёри (Пьер-Эдуар Бельмар, Саша Трей)— 51:58 | 0:1 0:2 0:3 0:4 0:5 1:5 2:5 2:6                        | 08:28 — Мишель Миклик (Т. Заборский) 25:27 — Петер Олвецкий (Марек Дялога) 28:34 — Т. Заборский (Роман Кукумберг) 43:50 — Б. Радивоевич (Т. Копецкий, Марио Ближняк) 44:40 — М. Шатан (Либор Гудачек, М. Юрчина) 58:57 — Либор Гудачек (А. Секера, Роман Кукумберг) |                 | Судьи: Брент Райбер Дерек Заласки |
|                                                                                                  |                                                        | |                 | Судьи: Брент Райбер Дерек Заласки |
|                                                                                                  |                                                        | |                 | Судьи: Брент Райбер Дерек Заласки |
|                                                                                                  |                                                        | |                 | Судьи: Брент Райбер Дерек Заласки |
| 8 мин                                                                                            | Штраф                                                  | 8 мин |                 | Судьи: Брент Райбер Дерек Заласки |
|                                                                                                  |                                                        | |                 |                                   |
|                                                                                                  | 26                                                     | Броски | 37              |                                   |

| 3 мая 2013 20:15 | Финляндия | 4 : 3 (OT) (1:0, 1:1, 1:2) (OT 1:0) | Германия | Хартвалл Арена, Хельсинки Зрителей: 12 115 |

| Отчёт | Отчёт                      | Отчёт | Отчёт    | Отчёт                         |
| --- | -------------------------- | --- | -------- | ----------------------------- |
| |                            | |          |                               |
| | Йони Ортио                 | Вратари | Роб Зепп | Судьи: Мартин Франё Мэтт Кирк |
| | Голы:                      | |          | Судьи: Мартин Франё Мэтт Кирк |
| Петри Контиола (Юхаматти Аалтонен, Янне Песонен) – 10:22 Янне Песонен (Юусо Хиетанен, Петри Контиола) – 39:27 Петри Контиола (Янне Песонен) – 58:31 Сакари Салминен – 61:58 | 1:0 1:1 2:1 2:2 2:3 :3 4:3 | 30:21 – Феликс Шюц (Марцель Гоч, Андре Ранкель) 42:34 – Кристиан Эрхофф (Марцель Гоч) 56:55 – Торстен Анкерт (Марцель Гоч, Филип Гогулла) |          | Судьи: Мартин Франё Мэтт Кирк |
| |                            | |          | Судьи: Мартин Франё Мэтт Кирк |
| |                            | |          | Судьи: Мартин Франё Мэтт Кирк |
| |                            | |          | Судьи: Мартин Франё Мэтт Кирк |
| 6 мин | Штраф                      | 18 мин |          | Судьи: Мартин Франё Мэтт Кирк |
| |                            | |          |                               |
| | 38                         | Броски | 18       |                               |

| 4 мая 2013 12:15 | США | 5 : 3 (1:2, 4:1, 0:0) | Австрия | Хартвалл Арена, Хельсинки Зрителей: 8202 |

| Отчёт | Отчёт                           | Отчёт | Отчёт              | Отчёт                                  |
| --- | ------------------------------- | --- | ------------------ | -------------------------------------- |
| |                                 | |                    |                                        |
| | Бен Бишоп                       | Вратари | Бернхард Штаркбаум | Судьи: Морган Йоханссон Алекси Рантала |
| | Голы:                           | |                    | Судьи: Морган Йоханссон Алекси Рантала |
| Дэвид Мосс (Джастин Фолк, Пол Штястны) – 10:02 Эрик Джонсон (Ник Бьюгстад, Дэнни Кристо) – 23:38 Тим Стэплтон (Дрю Леблан, Джастин Фолк) – 29:31 Аарон Палушай (Дэнни Кристо, Ник Бьюгстад) – 30:57 Эрик Джонсон – 38:32 | 0:1 0:2 1:2 2:2 3:2 4:2 4:3 5:3 | 04:58 – Мануэль Латуза (Томас Хундертпфунд) 05:38 – Даниэль Вельзер (Маттиас Иберер) 33:21 – Давид Шуллер (Маркус Пайнтнер, Роберт Лукас) |                    | Судьи: Морган Йоханссон Алекси Рантала |
| |                                 | |                    | Судьи: Морган Йоханссон Алекси Рантала |
| |                                 | |                    | Судьи: Морган Йоханссон Алекси Рантала |
| |                                 | |                    | Судьи: Морган Йоханссон Алекси Рантала |
| 2 мин | Штраф                           | 6 мин |                    | Судьи: Морган Йоханссон Алекси Рантала |
| |                                 | |                    |                                        |
| | 29                              | Броски | 21                 |                                        |

| 4 мая 2013 16:15 | Россия | 6 : 0 (1:0, 3:0, 2:0) | Латвия | Хартвалл Арена, Хельсинки Зрителей: 5293 |

| Отчёт | Отчёт                   | Отчёт   | Отчёт                                                     | Отчёт                             |
| --- | ----------------------- | ------- | --------------------------------------------------------- | --------------------------------- |
| |                         |         |                                                           |                                   |
| | Илья Брызгалов          | Вратари | 00:00-40:00 — Марис Ючерс 40:00-60:00 — Эдгарс Масальскис | Судьи: Брент Райбер Дерек Заласки |
| | Голы:                   |         |                                                           | Судьи: Брент Райбер Дерек Заласки |
| Е. Бирюков (С. Соин, А. Свитов) — 13:03 Е. Медведев (К. Петров) — 28:44 А. Радулов (И. Ковальчук, Е. Бирюков) — 32:59 Е. Рясенский (А. Пережогин, А. Белов) — 38:55 И. Ковальчук (А. Локтионов) — 40:17 К. Петров (А. Терещенко) — 44:11 | 1:0 2:0 3:0 4:0 5:0 6:0 |         |                                                           | Судьи: Брент Райбер Дерек Заласки |
| |                         |         |                                                           | Судьи: Брент Райбер Дерек Заласки |
| |                         |         |                                                           | Судьи: Брент Райбер Дерек Заласки |
| |                         |         |                                                           | Судьи: Брент Райбер Дерек Заласки |
| 4 мин | Штраф                   | 31 мин  |                                                           | Судьи: Брент Райбер Дерек Заласки |
| |                         |         |                                                           |                                   |
| | 34                      | Броски  | 15                                                        |                                   |

| 4 мая 2013 20:15 | Финляндия | 2 : 0 (1:0, 0:0, 1:0) | Словакия | Хартвалл Арена, Хельсинки Зрителей: 12 078 |

| Отчёт                                                                                       | Отчёт        | Отчёт   | Отчёт           | Отчёт                                    |
| ------------------------------------------------------------------------------------------- | ------------ | ------- | --------------- | ---------------------------------------- |
|                                                                                             |              |         |                 |                                          |
|                                                                                             | Антти Раанта | Вратари | Растислав Станя | Судьи: Антонин Ержабек Маркус Виннерборг |
|                                                                                             | Голы:        |         |                 | Судьи: Антонин Ержабек Маркус Виннерборг |
| Ю. Аалтонен (П. Контиола, С. Лепистё) — 11:28 П. Контиола (Я. Песонен, Ю. Хиетанен) — 42:09 | 1:0 2:0      |         |                 | Судьи: Антонин Ержабек Маркус Виннерборг |
|                                                                                             |              |         |                 | Судьи: Антонин Ержабек Маркус Виннерборг |
|                                                                                             |              |         |                 | Судьи: Антонин Ержабек Маркус Виннерборг |
|                                                                                             |              |         |                 | Судьи: Антонин Ержабек Маркус Виннерборг |
| 10 мин                                                                                      | Штраф        | 8 мин   |                 | Судьи: Антонин Ержабек Маркус Виннерборг |
|                                                                                             |              |         |                 |                                          |
|                                                                                             | 23           | Броски  | 36              |                                          |

| 5 мая 2013 12:15 | Франция | 3 : 1 (2:0, 1:0, 0:1) | Австрия | Хартвалл Арена, Хельсинки Зрителей: 3471 |

| Отчёт                                                                                       | Отчёт           | Отчёт                         | Отчёт              | Отчёт                                 |
| ------------------------------------------------------------------------------------------- | --------------- | ----------------------------- | ------------------ | ------------------------------------- |
|                                                                                             |                 |                               |                    |                                       |
|                                                                                             | Кристобаль Юэ   | Вратари                       | Бернхард Штаркбаум | Судьи: Мартин Франё Маркус Виннерборг |
|                                                                                             | Голы:           |                               |                    | Судьи: Мартин Франё Маркус Виннерборг |
| Д. Флёри — 3:36 Т. да Коста (А. Руссель, Б. Хендерсон) — 4:17 Ж. Дерозье (Л. Мёнье) — 37:10 | 1:0 2:0 3:0 3:1 | 47:23 — Ванек (Пайнтнер, Пёк) |                    | Судьи: Мартин Франё Маркус Виннерборг |
|                                                                                             |                 |                               |                    | Судьи: Мартин Франё Маркус Виннерборг |
|                                                                                             |                 |                               |                    | Судьи: Мартин Франё Маркус Виннерборг |
|                                                                                             |                 |                               |                    | Судьи: Мартин Франё Маркус Виннерборг |
| 4 мин                                                                                       | Штраф           | 4 мин                         |                    | Судьи: Мартин Франё Маркус Виннерборг |
|                                                                                             |                 |                               |                    |                                       |
|                                                                                             | 26              | Броски                        | 36                 |                                       |

| 5 мая 2013 16:15 | Германия | 1 : 4 (0:0, 0:2, 1:2) | Россия | Хартвалл Арена, Хельсинки Зрителей: 3705 |

| Отчёт                         | Отчёт               | Отчёт | Отчёт    | Отчёт                                  |
| ----------------------------- | ------------------- | --- | -------- | -------------------------------------- |
|                               |                     | |          |                                        |
|                               | Эндрас              | Вратари | Варламов | Судьи: Морган Йоханссон Алекси Рантала |
|                               | Голы:               | |          | Судьи: Морган Йоханссон Алекси Рантала |
| Трипп (Вольф, Эрхофф) — 45:03 | 0:1 0:2 1:2 1:3 1:4 | 23:20 — Ковальчук (Медведев) 30:09 — Ковальчук (Радулов) 58:20 — Ковальчук (Радулов, Бирюков) 59:39 — Кокарев (Соин, Свитов) |          | Судьи: Морган Йоханссон Алекси Рантала |
|                               |                     | |          | Судьи: Морган Йоханссон Алекси Рантала |
|                               |                     | |          | Судьи: Морган Йоханссон Алекси Рантала |
|                               |                     | |          | Судьи: Морган Йоханссон Алекси Рантала |
| 2 мин                         | Штраф               | 10 мин |          | Судьи: Морган Йоханссон Алекси Рантала |
|                               |                     | |          |                                        |
|                               | 27                  | Броски | 26       |                                        |

| 5 мая 2013 20:15 | Латвия | 1 : 4 (0:0, 1:2, 0:2) | США | Хартвалл Арена, Хельсинки Зрителей: 5048 |

| Отчёт                                         | Отчёт               | Отчёт | Отчёт     | Отчёт                            |
| --------------------------------------------- | ------------------- | --- | --------- | -------------------------------- |
|                                               |                     | |           |                                  |
|                                               | Эдгарс Масальскис   | Вратари | Бен Бишоп | Судьи: Антонин Ержабек Мэтт Кирк |
|                                               | Голы:               | |           | Судьи: Антонин Ержабек Мэтт Кирк |
| Артур Кулда (Я. Спруктс, Л. Дарзиньш) – 21:11 | 1:0 1:1 1:2 1:3 1:4 | 22:11 – Тим Стэплтон (Б. Батлер) 24:21 – Дэвид Мосс (П. Штястны, Д. Труба) 50:55 – Бобби Батлер (Т. Стэплтон, Э. Джонсон) 52:21 – Мэтт Ханвик (П. Штястны, К. Смит) |           | Судьи: Антонин Ержабек Мэтт Кирк |
|                                               |                     | |           | Судьи: Антонин Ержабек Мэтт Кирк |
|                                               |                     | |           | Судьи: Антонин Ержабек Мэтт Кирк |
|                                               |                     | |           | Судьи: Антонин Ержабек Мэтт Кирк |
| 14 мин                                        | Штраф               | 12 мин |           | Судьи: Антонин Ержабек Мэтт Кирк |
|                                               |                     | |           |                                  |
|                                               | 20                  | Броски | 26        |                                  |

| 6 мая 2013 16:15 | Германия | 2 : 3 (1:0, 0:1, 1:2) | Словакия | Хартвалл Арена, Хельсинки Зрителей: 5078 |

| Отчёт                                                     | Отчёт               | Отчёт                                                                                                  | Отчёт | Отчёт                            |
| --------------------------------------------------------- | ------------------- | --- | ----- | -------------------------------- |
|                                                           |                     | |       |                                  |
|                                                           | Зепп                | Вратари                                                                                                | Станя | Судьи: Мартин Франё Брент Райбер |
|                                                           | Голы:               | |       | Судьи: Мартин Франё Брент Райбер |
| Вольф (Н. Гоч, Гогулла) — 4:01 Кинк (Трипп, Коль) — 43:01 | 1:0 1:1 2:1 2:2 2:3 | 33:30 — Ближняк (Серсен) 45:41 — Заборский (Мигалик, Кукумберг) 52:46 — Заборский (Штумпел, Кукумберг) |       | Судьи: Мартин Франё Брент Райбер |
|                                                           |                     | |       | Судьи: Мартин Франё Брент Райбер |
|                                                           |                     | |       | Судьи: Мартин Франё Брент Райбер |
|                                                           |                     | |       | Судьи: Мартин Франё Брент Райбер |
| 2 мин                                                     | Штраф               | 4 мин                                                                                                  |       | Судьи: Мартин Франё Брент Райбер |
|                                                           |                     | |       |                                  |
|                                                           | 32                  | Броски                                                                                                 | 33    |                                  |

| 6 мая 2013 20:15 | Финляндия | 3 : 1 (0:0, 2:0, 1:1) | Франция | Хартвалл Арена, Хельсинки Зрителей: 12 158 |

| Отчёт | Отчёт           | Отчёт                         | Отчёт | Отчёт                          |
| --- | --------------- | ----------------------------- | ----- | ------------------------------ |
| |                 |                               |       |                                |
| | Ортио           | Вратари                       | Ленри | Судьи: Мэтт Кирк Дерек Заласки |
| | Голы:           |                               |       | Судьи: Мэтт Кирк Дерек Заласки |
| Песонен (Аалтонен, Контиола) — 34:41 Аалтонен (Контиола, Хиетанен) — 35:19 Вииталома (Вяанянен, Пильстрём) — 48:36 | 1:0 2:0 2:1 3:1 | 40:43 — Бельмар (Трей, Флери) |       | Судьи: Мэтт Кирк Дерек Заласки |
| |                 |                               |       | Судьи: Мэтт Кирк Дерек Заласки |
| |                 |                               |       | Судьи: Мэтт Кирк Дерек Заласки |
| |                 |                               |       | Судьи: Мэтт Кирк Дерек Заласки |
| 12 мин | Штраф           | 12 мин                        |       | Судьи: Мэтт Кирк Дерек Заласки |
| |                 |                               |       |                                |
| | 22              | Броски                        | 22    |                                |

| 7 мая 2013 16:15 | Австрия | 6 : 3 (2:1, 2:1, 2:1) | Латвия | Хартвалл Арена, Хельсинки Зрителей: 3051 |

| Отчёт | Отчёт                              | Отчёт                                                                                             | Отчёт | Отчёт                                  |
| --- | ---------------------------------- | ------------------------------------------------------------------------------------------------- | ----- | -------------------------------------- |
| |                                    |                                                                                                   |       |                                        |
| | Штаркбаум                          | Вратари                                                                                           | Ючерс | Судьи: Морган Йоханссон Алекси Рантала |
| | Голы:                              |                                                                                                   |       | Судьи: Морган Йоханссон Алекси Рантала |
| Иберер (Хундертпфунд) — 13:45 Лакос (Латуза, Баумгартнер) — 17:09 Ванек — 23:05 Альтман (Вельзер, Кристлер) — 26:58 Раффль (Хундертпфунд) — 49:42 Оберкофлер (Пёк, Шуллер) — 56:50 | 0:1 :1 2:1 3:1 4:1 4:2 4:3 5:3 6:3 | 03:52 — Берзиньш (Кениньш, Мейя) 38:08 — Савиелс (Андерсонс, Индрашис) 40:52 — Дарзиньш (Ципулис) |       | Судьи: Морган Йоханссон Алекси Рантала |
| |                                    |                                                                                                   |       | Судьи: Морган Йоханссон Алекси Рантала |
| |                                    |                                                                                                   |       | Судьи: Морган Йоханссон Алекси Рантала |
| |                                    |                                                                                                   |       | Судьи: Морган Йоханссон Алекси Рантала |
| 6 мин | Штраф                              | 8 мин                                                                                             |       | Судьи: Морган Йоханссон Алекси Рантала |
| |                                    |                                                                                                   |       |                                        |
| | 25                                 | Броски                                                                                            | 39    |                                        |

| 7 мая 2013 20:15 | Россия | 5 : 3 (2:2, 1:1, 2:0) | США | Хартвалл Арена, Хельсинки Зрителей: 6038 |

| Отчёт | Отчёт                         | Отчёт                                                                  | Отчёт     | Отчёт                                    |
| --- | ----------------------------- | ---------------------------------------------------------------------- | --------- | ---------------------------------------- |
| |                               |                                                                        |           |                                          |
| | Илья Брызгалов                | Вратари                                                                | Бен Бишоп | Судьи: Антонин Ержабек Маркус Виннерборг |
| | Голы:                         |                                                                        |           | Судьи: Антонин Ержабек Маркус Виннерборг |
| Белов (Денисов, Анисимов) – 5:23 Ковальчук (Никулин, Радулов) – 14:04 Терещенко (Мозякин, Петров) – 31:19 Медведев (Мозякин, Терещенко) – 53:35 Радулов (Ковальчук) – 55:27 | 1:0 1:1 1:2 :2 2:3 :3 4:3 5:3 | 10:58 – Штястны (Смит) 13:28 – Штястны (Фолк) 27:09 – Ханвик (Палушай) |           | Судьи: Антонин Ержабек Маркус Виннерборг |
| |                               |                                                                        |           | Судьи: Антонин Ержабек Маркус Виннерборг |
| |                               |                                                                        |           | Судьи: Антонин Ержабек Маркус Виннерборг |
| |                               |                                                                        |           | Судьи: Антонин Ержабек Маркус Виннерборг |
| 8 мин | Штраф                         | 18 мин                                                                 |           | Судьи: Антонин Ержабек Маркус Виннерборг |
| |                               |                                                                        |           |                                          |
| | 30                            | Броски                                                                 | 22        |                                          |

| 8 мая 2013 16:15 | Австрия | 0 : 2 (0:0, 0:1, 0:1) | Германия | Хартвалл Арена, Хельсинки Зрителей: 6820 |

| Отчёт | Отчёт     | Отчёт                     | Отчёт | Отчёт                            |
| ----- | --------- | ------------------------- | ----- | -------------------------------- |
|       |           |                           |       |                                  |
|       | Штаркбаум | Вратари                   | Зепп  | Судьи: Вячеслав Буланов Ян Крофт |
|       | Голы:     |                           |       | Судьи: Вячеслав Буланов Ян Крофт |
|       | 0:1 0:2   | 37:00 — Кинк 59:51 — Кинк |       | Судьи: Вячеслав Буланов Ян Крофт |
|       |           |                           |       | Судьи: Вячеслав Буланов Ян Крофт |
|       |           |                           |       | Судьи: Вячеслав Буланов Ян Крофт |
|       |           |                           |       | Судьи: Вячеслав Буланов Ян Крофт |
| 8 мин | Штраф     | 16 мин                    |       | Судьи: Вячеслав Буланов Ян Крофт |
|       |           |                           |       |                                  |
|       | 27        | Броски                    | 35    |                                  |

| 8 мая 2013 20:15 | США | 4 : 1 (1:1, 0:0, 3:0) | Финляндия | Хартвалл Арена, Хельсинки Зрителей: 12 484 |

| Отчёт | Отчёт              | Отчёт                                  | Отчёт  | Отчёт                              |
| --- | ------------------ | -------------------------------------- | ------ | ---------------------------------- |
| |                    |                                        |        |                                    |
| | Гибсон             | Вратари                                | Раанта | Судьи: Ларс Брюггеман Брент Рейбер |
| | Голы:              |                                        |        | Судьи: Ларс Брюггеман Брент Рейбер |
| Смит (Мосс, Батлер) — 17:36 Смит (Штястны, Фолк) — 43:22 Джионта (Томпсон) — 51:29 Смит (Штястны, Мосс) — 59:18 | 0:1 :1 2:1 3:1 4:1 | 05:53 — Коскиранта (Песонен, Хиетанен) |        | Судьи: Ларс Брюггеман Брент Рейбер |
| |                    |                                        |        | Судьи: Ларс Брюггеман Брент Рейбер |
| |                    |                                        |        | Судьи: Ларс Брюггеман Брент Рейбер |
| |                    |                                        |        | Судьи: Ларс Брюггеман Брент Рейбер |
| 12 мин | Штраф              | 8 мин                                  |        | Судьи: Ларс Брюггеман Брент Рейбер |
| |                    |                                        |        |                                    |
| | 25                 | Броски                                 | 32     |                                    |

| 9 мая 2013 16:15 | Россия | 1 : 2 (0:0, 1:2, 0:0) | Франция | Хартвалл Арена, Хельсинки Зрителей: 3173 |

| Отчёт                            | Отчёт       | Отчёт                                           | Отчёт | Отчёт                              |
| -------------------------------- | ----------- | ----------------------------------------------- | ----- | ---------------------------------- |
|                                  |             |                                                 |       |                                    |
|                                  | Кошечкин    | Вратари                                         | Харди | Судьи: Мартин Франё Алекси Рантала |
|                                  | Голы:       |                                                 |       | Судьи: Мартин Франё Алекси Рантала |
| Пережогин (Попов, Белов) — 26:57 | 1:0 1:1 1:2 | 29:52 — Флери (Белльмар, Экфёй) 36:48 — Руссель |       | Судьи: Мартин Франё Алекси Рантала |
|                                  |             |                                                 |       | Судьи: Мартин Франё Алекси Рантала |
|                                  |             |                                                 |       | Судьи: Мартин Франё Алекси Рантала |
|                                  |             |                                                 |       | Судьи: Мартин Франё Алекси Рантала |
| 4 мин                            | Штраф       | 6 мин                                           |       | Судьи: Мартин Франё Алекси Рантала |
|                                  |             |                                                 |       |                                    |
|                                  | 29          | Броски                                          | 19    |                                    |

| 9 мая 2013 20:15 | Словакия | 3 : 5 (1:3, 1:1, 1:1) | Латвия | Хартвалл Арена, Хельсинки Зрителей: 3124 |

| Отчёт                                                                                                 | Отчёт                          | Отчёт                                                                                                   | Отчёт      | Отчёт                                  |
| --- | ------------------------------ | --- | ---------- | -------------------------------------- |
| |                                | |            |                                        |
| | Станя                          | Вратари                                                                                                 | Гудлевскис | Судьи: Маркус Виннерборг Дерек Заласки |
| | Голы:                          | |            | Судьи: Маркус Виннерборг Дерек Заласки |
| Заборский (Кукумберг, Миклик) — 01:23 Суровы (Мезей, Даньо) — 36:09 Суровы (Видарени, Юрчина) — 59:38 | 0:1 :1 1:2 1:3 2:3 2:4 2:5 3:5 | 00:15 — Ципулис (Спруктс) 13:00 — Дарзиньш 17:24 — Гиргенсонс (Кулда) 38:50 — Дарзиньш 40:25 — Дарзиньш |            | Судьи: Маркус Виннерборг Дерек Заласки |
| |                                | |            | Судьи: Маркус Виннерборг Дерек Заласки |
| |                                | |            | Судьи: Маркус Виннерборг Дерек Заласки |
| |                                | |            | Судьи: Маркус Виннерборг Дерек Заласки |
| 14 мин                                                                                                | Штраф                          | 8 мин                                                                                                   |            | Судьи: Маркус Виннерборг Дерек Заласки |
| |                                | |            |                                        |
| | 27                             | Броски                                                                                                  | 24         |                                        |

| 10 мая 2013 16:15 | Словакия | 1 : 2 (Б) (1:0, 0:1, 0:0) (Б 0:1) | Австрия | Хартвалл Арена, Хельсинки Зрителей: 8449 |

| Отчёт                               | Отчёт   | Отчёт                                                          | Отчёт     | Отчёт                              |
| ----------------------------------- | ------- | -------------------------------------------------------------- | --------- | ---------------------------------- |
|                                     |         |                                                                |           |                                    |
|                                     | Станя   | Вратари                                                        | Штаркбаум | Судьи: Ларс Брюггеман Мартин Франё |
|                                     | Голы:   |                                                                |           | Судьи: Ларс Брюггеман Мартин Франё |
| Суровы (Серсен, Радивоевич) — 09:00 | 1:0 1:1 | 33:17 — Унтерлуггауэр (Баумгартнер, Оберкофлер) Буллит — Ванек |           | Судьи: Ларс Брюггеман Мартин Франё |
|                                     |         |                                                                |           | Судьи: Ларс Брюггеман Мартин Франё |
|                                     |         |                                                                |           | Судьи: Ларс Брюггеман Мартин Франё |
|                                     |         |                                                                |           | Судьи: Ларс Брюггеман Мартин Франё |
| 8 мин                               | Штраф   | 6 мин                                                          |           | Судьи: Ларс Брюггеман Мартин Франё |
|                                     |         |                                                                |           |                                    |
|                                     | 43      | Броски                                                         | 35        |                                    |

| 10 мая 2013 20:15 | Россия | 2 : 3 (0:1, 1:2, 1:0) | Финляндия | Хартвалл Арена, Хельсинки Зрителей: 12 383 |

| Отчёт                                                              | Отчёт              | Отчёт                                                                                      | Отчёт  | Отчёт                             |
| ------------------------------------------------------------------ | ------------------ | ------------------------------------------------------------------------------------------ | ------ | --------------------------------- |
|                                                                    |                    |                                                                                            |        |                                   |
|                                                                    | Варламов           | Вратари                                                                                    | Раанта | Судьи: Ян Крофт Маркус Виннерборг |
|                                                                    | Голы:              |                                                                                            |        | Судьи: Ян Крофт Маркус Виннерборг |
| Радулов (Ковальчук) — 23:37 Ковальчук (Терещенко, Никулин) — 58:12 | 0:1 :1 1:2 1:3 2:3 | Контиола (Аалтонен, Леписто) — 03:22 27:21 — Контиола (Леписто) 36:00 — Аалтонен (Песонен) |        | Судьи: Ян Крофт Маркус Виннерборг |
|                                                                    |                    |                                                                                            |        | Судьи: Ян Крофт Маркус Виннерборг |
|                                                                    |                    |                                                                                            |        | Судьи: Ян Крофт Маркус Виннерборг |
|                                                                    |                    |                                                                                            |        | Судьи: Ян Крофт Маркус Виннерборг |
| 35 мин                                                             | Штраф              | 41 мин                                                                                     |        | Судьи: Ян Крофт Маркус Виннерборг |
|                                                                    |                    |                                                                                            |        |                                   |
|                                                                    | 36                 | Броски                                                                                     | 24     |                                   |

| 11 мая 2013 12:15 | США | 4 : 2 (2:0, 0:1, 2:1) | Франция | Хартвалл Арена, Хельсинки Зрителей: 7458 |

| Отчёт | Отчёт                   | Отчёт                                                 | Отчёт         | Отчёт                                |
| --- | ----------------------- | ----------------------------------------------------- | ------------- | ------------------------------------ |
| |                         |                                                       |               |                                      |
| | Бен Бишоп               | Вратари                                               | Кристобаль Юэ | Судьи: Ларс Брюггеман Алекси Рантала |
| | Голы:                   |                                                       |               | Судьи: Ларс Брюггеман Алекси Рантала |
| Джионта (Карл) — 07:08 Батлер (Леблан, Стэплтон) — 17:17 Штястны (Смит, Стэплтон) — 51:37 Мосс (Фолк, Макбэйн) — 53:23 | 1:0 2:0 2:1 3:1 4:1 4:2 | 28:24 — Екфей (Бельмар) 58:30 — Трей (Дерозье, Менье) |               | Судьи: Ларс Брюггеман Алекси Рантала |
| |                         |                                                       |               | Судьи: Ларс Брюггеман Алекси Рантала |
| |                         |                                                       |               | Судьи: Ларс Брюггеман Алекси Рантала |
| |                         |                                                       |               | Судьи: Ларс Брюггеман Алекси Рантала |
| 8 мин | Штраф                   | 12 мин                                                |               | Судьи: Ларс Брюггеман Алекси Рантала |
| |                         |                                                       |               |                                      |
| | 36                      | Броски                                                | 17            |                                      |

| 11 мая 2013 16:15 | Финляндия | 7 : 2 (2:0, 1:0, 4:2) | Австрия | Хартвалл Арена, Хельсинки Зрителей: 12 121 |

| Отчёт | Отчёт                               | Отчёт                                                  | Отчёт     | Отчёт                                 |
| --- | ----------------------------------- | ------------------------------------------------------ | --------- | ------------------------------------- |
| |                                     |                                                        |           |                                       |
| | Ортио                               | Вратари                                                | Штаркбаум | Судьи: Вячеслав Буланов Дерек Заласки |
| | Голы:                               |                                                        |           | Судьи: Вячеслав Буланов Дерек Заласки |
| Пильстрём (Вяанянен, Яласваара) — 04:13 Савинайнен (Контиола, Аалтонен) — 08:18 Контиола (Леписто) — 27:48 Корпикоски (Коскиранта, Лааксо) — 49:46 Хагман, Никлас (Хютёнен, Анттила) — 50:22 Коскиранта (Корпикоски) — 55:23 Савинайнен (Контиола, Аалтонен) — 57:21 | 1:0 2:0 3:0 3:1 3:2 4:2 5:2 6:2 7:2 | 40:38 — Лукас (Ванек) 42:46 — Хербургер (Хундертпфунд) |           | Судьи: Вячеслав Буланов Дерек Заласки |
| |                                     |                                                        |           | Судьи: Вячеслав Буланов Дерек Заласки |
| |                                     |                                                        |           | Судьи: Вячеслав Буланов Дерек Заласки |
| |                                     |                                                        |           | Судьи: Вячеслав Буланов Дерек Заласки |
| 4 мин | Штраф                               | 41 мин                                                 |           | Судьи: Вячеслав Буланов Дерек Заласки |
| |                                     |                                                        |           |                                       |
| | 43                                  | Броски                                                 | 18        |                                       |

| 11 мая 2013 20:15 | Германия | 2 : 0 (0:0, 1:0, 1:0) | Латвия | Хартвалл Арена, Хельсинки Зрителей: 9199 |

| Отчёт                                                       | Отчёт   | Отчёт   | Отчёт      | Отчёт                        |
| ----------------------------------------------------------- | ------- | ------- | ---------- | ---------------------------- |
|                                                             |         |         |            |                              |
|                                                             | Зепп    | Вратари | Гудлевскис | Судьи: Ян Крофт Брент Рейбер |
|                                                             | Голы:   |         |            | Судьи: Ян Крофт Брент Рейбер |
| Ульман (Гогулла, Вульф) — 28:05 Хагер (Эрхофф, Гоч) — 43:05 | 1:0 2:0 |         |            | Судьи: Ян Крофт Брент Рейбер |
|                                                             |         |         |            | Судьи: Ян Крофт Брент Рейбер |
|                                                             |         |         |            | Судьи: Ян Крофт Брент Рейбер |
|                                                             |         |         |            | Судьи: Ян Крофт Брент Рейбер |
| 10 мин                                                      | Штраф   | 31 мин  |            | Судьи: Ян Крофт Брент Рейбер |
|                                                             |         |         |            |                              |
|                                                             | 34      | Броски  | 26         |                              |

| 12 мая 2013 16:15 | США | 3 : 0 (2:0, 0:0, 1:0) | Германия | Хартвалл Арена, Хельсинки Зрителей: 11 057 |

| Отчёт                                                                                   | Отчёт       | Отчёт   | Отчёт  | Отчёт                                     |
| --------------------------------------------------------------------------------------- | ----------- | ------- | ------ | ----------------------------------------- |
|                                                                                         |             |         |        |                                           |
|                                                                                         | Гибсон      | Вратари | Эндрас | Судьи: Вячеслав Буланов Константин Оленин |
|                                                                                         | Голы:       |         |        | Судьи: Вячеслав Буланов Константин Оленин |
| Батлер (Фолк, Смит) — 02:39 Штястны (Джонсон) — 04:53 Джионта (Томпсон, Ханвик) — 51:27 | 1:0 2:0 3:0 |         |        | Судьи: Вячеслав Буланов Константин Оленин |
|                                                                                         |             |         |        | Судьи: Вячеслав Буланов Константин Оленин |
|                                                                                         |             |         |        | Судьи: Вячеслав Буланов Константин Оленин |
|                                                                                         |             |         |        | Судьи: Вячеслав Буланов Константин Оленин |
| 12 мин                                                                                  | Штраф       | 8 мин   |        | Судьи: Вячеслав Буланов Константин Оленин |
|                                                                                         |             |         |        |                                           |
|                                                                                         | 29          | Броски  | 30     |                                           |

| 12 мая 2013 20:15 | Словакия | 1 : 3 (0:0, 1:2, 0:1) | Россия | Хартвалл Арена, Хельсинки Зрителей: 4041 |

| Отчёт              | Отчёт           | Отчёт                                                                             | Отчёт     | Отчёт                               |
| ------------------ | --------------- | --------------------------------------------------------------------------------- | --------- | ----------------------------------- |
|                    |                 |                                                                                   |           |                                     |
|                    | Янус            | Вратари                                                                           | Брызгалов | Судьи: Даниэль Пехачек Брент Рейбер |
|                    | Голы:           |                                                                                   |           | Судьи: Даниэль Пехачек Брент Рейбер |
| Радивоевич — 39:44 | 0:1 0:2 1:2 1:3 | 25:36 — Радулов (Медведев) 31:44 — Ковальчук (Радулов, Терещенко) 44:48 — Денисов |           | Судьи: Даниэль Пехачек Брент Рейбер |
|                    |                 |                                                                                   |           | Судьи: Даниэль Пехачек Брент Рейбер |
|                    |                 |                                                                                   |           | Судьи: Даниэль Пехачек Брент Рейбер |
|                    |                 |                                                                                   |           | Судьи: Даниэль Пехачек Брент Рейбер |
| 10 мин             | Штраф           | 8 мин                                                                             |           | Судьи: Даниэль Пехачек Брент Рейбер |
|                    |                 |                                                                                   |           |                                     |
|                    | 24              | Броски                                                                            | 23        |                                     |

| 13 мая 2013 16:15 | Латвия | 3 : 1 (1:0, 1:0, 1:1) | Франция | Хартвалл Арена, Хельсинки Зрителей: 2204 |

| Отчёт                                                                                     | Отчёт           | Отчёт                         | Отчёт | Отчёт                                  |
| ----------------------------------------------------------------------------------------- | --------------- | ----------------------------- | ----- | -------------------------------------- |
|                                                                                           |                 |                               |       |                                        |
|                                                                                           | Гудлевскис      | Вратари                       | Юэ    | Судьи: Владимир Балушка Ларс Брюггеман |
|                                                                                           | Голы:           |                               |       | Судьи: Владимир Балушка Ларс Брюггеман |
| Ципулис (Спруктс, Фрейбергс) — 14:52 Спруктс (Ципулис) — 25:07 Дарзиньш (Спруктс) — 56:24 | 1:0 2:0 2:1 3:1 | 43:27 — Дерозье (Трей, Екфей) |       | Судьи: Владимир Балушка Ларс Брюггеман |
|                                                                                           |                 |                               |       | Судьи: Владимир Балушка Ларс Брюггеман |
|                                                                                           |                 |                               |       | Судьи: Владимир Балушка Ларс Брюггеман |
|                                                                                           |                 |                               |       | Судьи: Владимир Балушка Ларс Брюггеман |
| 20 мин                                                                                    | Штраф           | 6 мин                         |       | Судьи: Владимир Балушка Ларс Брюггеман |
|                                                                                           |                 |                               |       |                                        |
|                                                                                           | 26              | Броски                        | 30    |                                        |

| 13 мая 2013 20:15 | Австрия | 4 : 8 (3:3, 1:3, 0:2) | Россия | Хартвалл Арена, Хельсинки Зрителей: 4455 |

| Отчёт | Отчёт                                          | Отчёт | Отчёт    | Отчёт                          |
| --- | ---------------------------------------------- | --- | -------- | ------------------------------ |
| |                                                | |          |                                |
| | Светте                                         | Вратари | Варламов | Судьи: Ян Крофт Алекси Рантала |
| | Голы:                                          | |          | Судьи: Ян Крофт Алекси Рантала |
| М. Иберер (Лукас) — 08:53 Ванек (Пёк, Раффль) — 09:08 Раффль (Ванек, Хундертпфунд) — 15:56 Ф. Иберер (Баумгартнер, Альтман) — 27:51 | 0:1 0:2 1:2 2:2 3:2 3:3 3:4 :4 4:5 4:6 4:7 4:8 | 01:25 — Пережогин (Мозякин, Попов) 08:15 — Ковальчук (Радулов) 18:32 — Никулин (Медведев, Ковальчук) 24:50 — Радулов (Ковальчук) 31:07 — Мозякин (Никулин, Попов) 37:19 — Соин (Кокарев) 41:36 — Зайцев (Петров) 49:38 — Кузнецов (Петров, Белов) |          | Судьи: Ян Крофт Алекси Рантала |
| |                                                | |          | Судьи: Ян Крофт Алекси Рантала |
| |                                                | |          | Судьи: Ян Крофт Алекси Рантала |
| |                                                | |          | Судьи: Ян Крофт Алекси Рантала |
| 18 мин | Штраф                                          | 12 мин |          | Судьи: Ян Крофт Алекси Рантала |
| |                                                | |          |                                |
| | 36                                             | Броски | 18       |                                |

| 14 мая 2013 12:15 | Словакия | 4 : 1 (2:0, 1:1, 1:0) | США | Хартвалл Арена, Хельсинки Зрителей: 9262 |

| Отчёт | Отчёт               | Отчёт                 | Отчёт | Отчёт                                   |
| --- | ------------------- | --------------------- | ----- | --------------------------------------- |
| |                     |                       |       |                                         |
| | Станя               | Вратари               | Бишоп | Судьи: Константин Оленин Алекси Рантала |
| | Голы:               |                       |       | Судьи: Константин Оленин Алекси Рантала |
| Радивоевич (Копецки) — 00:15 Бартек (Шатан) — 03:44 Видарени (Заборский, Кукумберг) — 30:48 Даньо (Шатан) — 58:36 | 1:0 2:0 3:0 3:1 4:1 | 39:14 — Кристо (Карл) |       | Судьи: Константин Оленин Алекси Рантала |
| |                     |                       |       | Судьи: Константин Оленин Алекси Рантала |
| |                     |                       |       | Судьи: Константин Оленин Алекси Рантала |
| |                     |                       |       | Судьи: Константин Оленин Алекси Рантала |
| 4 мин | Штраф               | 20 мин                |       | Судьи: Константин Оленин Алекси Рантала |
| |                     |                       |       |                                         |
| | 26                  | Броски                | 21    |                                         |

| 14 мая 2013 16:15 | Франция | 2 : 3 (OT) (1:1, 1:0, 0:1) (OT 0:1) | Германия | Хартвалл Арена, Хельсинки Зрителей: 5062 |

| Отчёт                                       | Отчёт               | Отчёт                                                                                   | Отчёт | Отчёт                                |
| ------------------------------------------- | ------------------- | --------------------------------------------------------------------------------------- | ----- | ------------------------------------ |
|                                             |                     |                                                                                         |       |                                      |
|                                             | Юэ                  | Вратари                                                                                 | Зепп  | Судьи: Владимир Балушка Брент Райбер |
|                                             | Голы:               |                                                                                         |       | Судьи: Владимир Балушка Брент Райбер |
| Дерозье (Беш, Трей) — 01:42 Руссель — 34:57 | 1:0 1:1 2:1 2:2 2:3 | 17:32 — Эрхофф (Ульман, Грайлингер) 41:24 — Вольф (Хёрдлер, Франк) 61:05 — Эрхофф (Гоч) |       | Судьи: Владимир Балушка Брент Райбер |
|                                             |                     |                                                                                         |       | Судьи: Владимир Балушка Брент Райбер |
|                                             |                     |                                                                                         |       | Судьи: Владимир Балушка Брент Райбер |
|                                             |                     |                                                                                         |       | Судьи: Владимир Балушка Брент Райбер |
| 24 мин                                      | Штраф               | 4 мин                                                                                   |       | Судьи: Владимир Балушка Брент Райбер |
|                                             |                     |                                                                                         |       |                                      |
|                                             | 29                  | Броски                                                                                  | 36    |                                      |

| 14 мая 2013 20:15 | Латвия | 2 : 3 (OT) (1:1, 0:1, 1:0) (OT 0:1) | Финляндия | Хартвалл Арена, Хельсинки Зрителей: 12 289 |

| Отчёт                                                         | Отчёт              | Отчёт | Отчёт  | Отчёт                                   |
| ------------------------------------------------------------- | ------------------ | --- | ------ | --------------------------------------- |
|                                                               |                    | |        |                                         |
|                                                               | Гудлевскис         | Вратари | Раанта | Судьи: Вячеслав Буланов Даниэль Пехачек |
|                                                               | Голы:              | |        | Судьи: Вячеслав Буланов Даниэль Пехачек |
| Мейя (Джериньш, Ясс) — 08:19 Екимовс (Мейя, Джериньш) – 56:13 | 1:0 1:1 1:2 :2 2:3 | 09:18 — Салминен (Корпиковски, Мянтюля) 30:25 — Гранлунд, Микаэль (Салминен, Лааксо) 63:46 — Пильстрём (Савинайнен, Мянтюля, Туукка) |        | Судьи: Вячеслав Буланов Даниэль Пехачек |
|                                                               |                    | |        | Судьи: Вячеслав Буланов Даниэль Пехачек |
|                                                               |                    | |        | Судьи: Вячеслав Буланов Даниэль Пехачек |
|                                                               |                    | |        | Судьи: Вячеслав Буланов Даниэль Пехачек |
| 16 мин                                                        | Штраф              | 8 мин |        | Судьи: Вячеслав Буланов Даниэль Пехачек |
|                                                               |                    | |        |                                         |
|                                                               | 20                 | Броски | 29     |                                         |

### Группа S (Стокгольм, Швеция)
| \| Команда \| И \| В \| ВО \| ПО \| П \| ГЗ \| ГП \| РГ \| О \| \| --------- \| - \| - \| -- \| -- \| - \| -- \| -- \| --- \| -- \| \| Швейцария \| 7 \| 6 \| 1 \| 0 \| 0 \| 29 \| 10 \| +19 \| 20 \| \| Канада \| 7 \| 5 \| 1 \| 1 \| 0 \| 25 \| 10 \| +15 \| 18 \| \| Швеция \| 7 \| 5 \| 0 \| 0 \| 2 \| 17 \| 11 \| +6 \| 15 \| \| Чехия \| 7 \| 3 \| 1 \| 0 \| 3 \| 19 \| 12 \| +7 \| 11 \| \| Норвегия \| 7 \| 3 \| 0 \| 0 \| 4 \| 12 \| 26 \| −14 \| 9 \| \| Дания \| 7 \| 1 \| 1 \| 1 \| 4 \| 13 \| 20 \| −7 \| 6 \| \| Беларусь \| 7 \| 1 \| 0 \| 0 \| 6 \| 10 \| 21 \| −11 \| 3 \| \| Словения \| 7 \| 0 \| 0 \| 2 \| 5 \| 12 \| 27 \| −15 \| 2 \| | И — Сыграно игр В — Выигрыши в основное время ВО — Выигрыши в дополнительное время ПО — Проигрыши в дополнительное время П — Проигрыши в основное время ГЗ — Шайб забито ГП — Шайб пропущено РГ — Разница забитых и пропущенных шайб О — Количество очков |   |    |    |   |    |    |     |    |
| Команда | И | В | ВО | ПО | П | ГЗ | ГП | РГ  | О  |
| Швейцария | 7 | 6 | 1  | 0  | 0 | 29 | 10 | +19 | 20 |
| Канада | 7 | 5 | 1  | 1  | 0 | 25 | 10 | +15 | 18 |
| Швеция | 7 | 5 | 0  | 0  | 2 | 17 | 11 | +6  | 15 |
| Чехия | 7 | 3 | 1  | 0  | 3 | 19 | 12 | +7  | 11 |
| Норвегия | 7 | 3 | 0  | 0  | 4 | 12 | 26 | −14 | 9  |
| Дания | 7 | 1 | 1  | 1  | 4 | 13 | 20 | −7  | 6  |
| Беларусь | 7 | 1 | 0  | 0  | 6 | 10 | 21 | −11 | 3  |
| Словения | 7 | 0 | 0  | 2  | 5 | 12 | 27 | −15 | 2  |

| 3 мая 2013 16:15 | Чехия | 2 : 0 (1:0, 0:0, 1:0) | Беларусь | Глобен-Арена, Стокгольм Зрителей: 5127 |

| Отчёт                                                                                       | Отчёт           | Отчёт   | Отчёт             | Отчёт                            |
| ------------------------------------------------------------------------------------------- | --------------- | ------- | ----------------- | -------------------------------- |
|                                                                                             |                 |         |                   |                                  |
|                                                                                             | Александр Салак | Вратари | Виталий Белинский | Судьи: Кит Кавал Даниэль Пехачек |
|                                                                                             | Голы:           |         |                   | Судьи: Кит Кавал Даниэль Пехачек |
| Я. Ворачек (Р. Врбата, З. Михалек) — 11:03 Р. Врбата (Мартин Ганзал, Ладислав Шмид) — 49:57 | 1:0 2:0         |         |                   | Судьи: Кит Кавал Даниэль Пехачек |
|                                                                                             |                 |         |                   | Судьи: Кит Кавал Даниэль Пехачек |
|                                                                                             |                 |         |                   | Судьи: Кит Кавал Даниэль Пехачек |
|                                                                                             |                 |         |                   | Судьи: Кит Кавал Даниэль Пехачек |
| 6 мин                                                                                       | Штраф           | 14 мин  |                   | Судьи: Кит Кавал Даниэль Пехачек |
|                                                                                             |                 |         |                   |                                  |
|                                                                                             | 36              | Броски  | 21                |                                  |

| 3 мая 2013 20:15 | Швеция | 2 : 3 (0:0, 1:2, 1:1) | Швейцария | Глобен-Арена, Стокгольм Зрителей: 12 500 |

| Отчёт                                                                                                  | Отчёт               | Отчёт | Отчёт         | Отчёт                     |
| --- | ------------------- | --- | ------------- | ------------------------- |
| |                     | |               |                           |
| | Якоб Маркстрём      | Вратари | Мартин Гербер | Судьи: Иэн Крофт Юри Ронн |
| | Голы:               | |               | Судьи: Иэн Крофт Юри Ронн |
| Юхан Франссон (Никлас Даниэльссон, Луи Эрикссон) — 38:10 Саймон Хьялмарссон (Хенрик Таллиндер) — 59:38 | 0:1 0:2 1:2 1:3 2:3 | 22:52 — Маттиас Бибер (Юлиан Валькер, Эрик Блум) 28:17 — Нино Нидеррайтер (Мартин Плюсс) 59:27 — Райан Гарднер |               | Судьи: Иэн Крофт Юри Ронн |
| |                     | |               | Судьи: Иэн Крофт Юри Ронн |
| |                     | |               | Судьи: Иэн Крофт Юри Ронн |
| |                     | |               | Судьи: Иэн Крофт Юри Ронн |
| 10 мин                                                                                                 | Штраф               | 14 мин |               | Судьи: Иэн Крофт Юри Ронн |
| |                     | |               |                           |
| | 31                  | Броски | 24            |                           |

| 4 мая 2013 12:15 | Норвегия | 3 : 1 (2:1, 0:0, 1:0) | Словения | Глобен-Арена, Стокгольм Зрителей: 3832 |

| Отчёт | Отчёт           | Отчёт                       | Отчёт          | Отчёт                             |
| --- | --------------- | --------------------------- | -------------- | --------------------------------- |
| |                 |                             |                |                                   |
| | Ларс Хауген     | Вратари                     | Роберт Кристан | Судьи: Владимир Балушка Кит Кавал |
| | Голы:           |                             |                | Судьи: Владимир Балушка Кит Кавал |
| А. Бастиансен (К.-А. Олимб, М. Олимб) — 1:22 А. Бастиансен (М. Олимб, К.-А. Олимб) — 14:03 М. Хансен (К. Форсберг) — 59:55 | 1:0 2:0 2:1 3:1 | 19:43 — Ж. Еглич (Р. Тичар) |                | Судьи: Владимир Балушка Кит Кавал |
| |                 |                             |                | Судьи: Владимир Балушка Кит Кавал |
| |                 |                             |                | Судьи: Владимир Балушка Кит Кавал |
| |                 |                             |                | Судьи: Владимир Балушка Кит Кавал |
| 8 мин | Штраф           | 10 мин                      |                | Судьи: Владимир Балушка Кит Кавал |
| |                 |                             |                |                                   |
| | 25              | Броски                      | 22             |                                   |

| 4 мая 2013 16:15 | Канада | 3 : 1 (0:1, 2:0, 1:0) | Дания | Глобен-Арена, Стокгольм Зрителей: 5577 |

| Отчёт                                                                                              | Отчёт          | Отчёт                                  | Отчёт         | Отчёт                                 |
| -------------------------------------------------------------------------------------------------- | -------------- | -------------------------------------- | ------------- | ------------------------------------- |
| |                |                                        |               |                                       |
| | Деван Дубник   | Вратари                                | Симон Нильсен | Судьи: Ларс Брюггеман Даниэль Пехачек |
| | Голы:          |                                        |               | Судьи: Ларс Брюггеман Даниэль Пехачек |
| М. Душейн (Д. Эберле) — 30:15 С. Стэмкос (Э. Стаал, К. Жиру) — 31:38 М. Душейн (Д. Эберле) – 47:03 | 0:1 :1 2:1 3:1 | 4:50 — М. Греэн (К. Столь, Д. Нильсен) |               | Судьи: Ларс Брюггеман Даниэль Пехачек |
| |                |                                        |               | Судьи: Ларс Брюггеман Даниэль Пехачек |
| |                |                                        |               | Судьи: Ларс Брюггеман Даниэль Пехачек |
| |                |                                        |               | Судьи: Ларс Брюггеман Даниэль Пехачек |
| 6 мин                                                                                              | Штраф          | 12 мин                                 |               | Судьи: Ларс Брюггеман Даниэль Пехачек |
| |                |                                        |               |                                       |
| | 37             | Броски                                 | 25            |                                       |

| 4 мая 2013 20:15 | Чехия | 1 : 2 (0:1, 1:1, 0:0) | Швеция | Глобен-Арена, Стокгольм Зрителей: 12 500 |

| Отчёт                                        | Отчёт           | Отчёт                                                                                             | Отчёт       | Отчёт                                     |
| -------------------------------------------- | --------------- | ------------------------------------------------------------------------------------------------- | ----------- | ----------------------------------------- |
|                                              |                 |                                                                                                   |             |                                           |
|                                              | Александр Салак | Вратари                                                                                           | Йонас Энрот | Судьи: Вячеслав Буланов Константин Оленин |
|                                              | Голы:           |                                                                                                   |             | Судьи: Вячеслав Буланов Константин Оленин |
| Иржи Гудлер (Я. Ворачек, И. Тлустый) — 32:40 | 0:1 0:2 1:2     | 10:14 — Д. Эрикссон (М. Тёрнберг, К. Йернкруг) 23:38 — Х. Таллиндер (Д. Лундквист, Э. Густафссон) |             | Судьи: Вячеслав Буланов Константин Оленин |
|                                              |                 |                                                                                                   |             | Судьи: Вячеслав Буланов Константин Оленин |
|                                              |                 |                                                                                                   |             | Судьи: Вячеслав Буланов Константин Оленин |
|                                              |                 |                                                                                                   |             | Судьи: Вячеслав Буланов Константин Оленин |
| 8 мин                                        | Штраф           | 20 мин                                                                                            |             | Судьи: Вячеслав Буланов Константин Оленин |
|                                              |                 |                                                                                                   |             |                                           |
|                                              | 18              | Броски                                                                                            | 39          |                                           |

| 5 мая 2013 12:15 | Беларусь | 4 : 3 (1:1, 1:0, 2:2) | Словения | Глобен-Арена, Стокгольм Зрителей: 1411 |

| Отчёт | Отчёт                      | Отчёт                                                                                            | Отчёт          | Отчёт                                  |
| --- | -------------------------- | ------------------------------------------------------------------------------------------------ | -------------- | -------------------------------------- |
| |                            |                                                                                                  |                |                                        |
| | Виталий Белинский          | Вратари                                                                                          | Роберт Кристан | Судьи: Ларс Брюггеман Вячеслав Буланов |
| | Голы:                      |                                                                                                  |                | Судьи: Ларс Брюггеман Вячеслав Буланов |
| Казнадей (Кулаков, Китаров) — 17:19 Китаров (Мелешко) — 29:44 Филичкин (Стась) — 43:57 Угаров (Казнадей, Ковыршин) — 55:19 | 0:1 :1 2:1 2:2 3:2 3:3 4:3 | 13:28 — Разингар (Г. Копитар, Паич) 41:06 — М. Родман (Д. Родман) 54:52 — Саболич (Еглич, Тичар) |                | Судьи: Ларс Брюггеман Вячеслав Буланов |
| |                            |                                                                                                  |                | Судьи: Ларс Брюггеман Вячеслав Буланов |
| |                            |                                                                                                  |                | Судьи: Ларс Брюггеман Вячеслав Буланов |
| |                            |                                                                                                  |                | Судьи: Ларс Брюггеман Вячеслав Буланов |
| 4 мин | Штраф                      | 6 мин                                                                                            |                | Судьи: Ларс Брюггеман Вячеслав Буланов |
| |                            |                                                                                                  |                |                                        |
| | 17                         | Броски                                                                                           | 30             |                                        |

| 5 мая 2013 16:15 | Швейцария | 3 : 2 (Б) (1:0, 0:1, 1:1) (Б 2:1) | Канада | Глобен-Арена, Стокгольм Зрителей: 6107 |

| Отчёт                                                                     | Отчёт              | Отчёт                                             | Отчёт | Отчёт                                     |
| ------------------------------------------------------------------------- | ------------------ | ------------------------------------------------- | ----- | ----------------------------------------- |
|                                                                           |                    |                                                   |       |                                           |
|                                                                           | Гербер             | Вратари                                           | Смит  | Судьи: Владимир Балушка Константин Оленин |
|                                                                           | Голы:              |                                                   |       | Судьи: Владимир Балушка Константин Оленин |
| Холленштайн (Валькер, Трахслер) — 13:11 Нидеррайтер — 53:14 Сури — Буллит | 1:0 1:1 1:2 :2 3:2 | 34:33 — Лэдд (Шенн, Стэмкос) 47:35 — Рид (Эберле) |       | Судьи: Владимир Балушка Константин Оленин |
|                                                                           |                    |                                                   |       | Судьи: Владимир Балушка Константин Оленин |
|                                                                           |                    |                                                   |       | Судьи: Владимир Балушка Константин Оленин |
|                                                                           |                    |                                                   |       | Судьи: Владимир Балушка Константин Оленин |
| 6 мин                                                                     | Штраф              | 8 мин                                             |       | Судьи: Владимир Балушка Константин Оленин |
|                                                                           |                    |                                                   |       |                                           |
|                                                                           | 29                 | Броски                                            | 21    |                                           |

| 5 мая 2013 20:15 | Норвегия | 3 : 2 (1:0, 1:0, 1:2) | Дания | Глобен-Арена, Стокгольм Зрителей: 3754 |

| Отчёт | Отчёт               | Отчёт                                                                                       | Отчёт           | Отчёт                     |
| --- | ------------------- | ------------------------------------------------------------------------------------------- | --------------- | ------------------------- |
| |                     |                                                                                             |                 |                           |
| | Ларс Хауген         | Вратари                                                                                     | Патрик Гэлбрайт | Судьи: Иэн Крофт Юри Ронн |
| | Голы:               |                                                                                             |                 | Судьи: Иэн Крофт Юри Ронн |
| Матс Трайг (М. Олимб) — 01:03 Андерс Бастиансен (М. Аск, А. Бонсакен) — 38:03 Патрик Торесен (Пер-Оге Скрёдер) – 57:28 | 1:0 2:0 2:1 2:2 3:2 | 45:09 – С. Лассен (М. Бёдкер, М. Кристенсен) 49:58 – Мадс Бёдкер (М. Бёдкер, М. Кристенсен) |                 | Судьи: Иэн Крофт Юри Ронн |
| |                     |                                                                                             |                 | Судьи: Иэн Крофт Юри Ронн |
| |                     |                                                                                             |                 | Судьи: Иэн Крофт Юри Ронн |
| |                     |                                                                                             |                 | Судьи: Иэн Крофт Юри Ронн |
| 18 мин | Штраф               | 12 мин                                                                                      |                 | Судьи: Иэн Крофт Юри Ронн |
| |                     |                                                                                             |                 |                           |
| | 23                  | Броски                                                                                      | 29              |                           |

| 6 мая 2013 16:15 | Швейцария | 5 : 2 (1:0, 1:2, 3:0) | Чехия | Глобен-Арена, Стокгольм Зрителей: 3537 |

| Отчёт | Отчёт                       | Отчёт                                                   | Отчёт | Отчёт                     |
| --- | --------------------------- | ------------------------------------------------------- | ----- | ------------------------- |
| |                             |                                                         |       |                           |
| | Берра                       | Вратари                                                 | Салак | Судьи: Иэн Крофт Юри Ронн |
| | Голы:                       |                                                         |       | Судьи: Иэн Крофт Юри Ронн |
| Амбюль (Гарднер, Йоси) — 17:56 Нидеррайтер (Мозер, Плюсс) — 26:36 Мозер (Плюсс) — 45:47 Боденман (Холленштайн, Кунти) — 53:22 Сури (Валькер, Воклер) — 59:21 | 1:0 2:0 2:1 2:2 3:2 4:2 5:2 | 33:02 — Гудлер (Тлустый, Ворачек) 39:12 — Гудлер (Иргл) |       | Судьи: Иэн Крофт Юри Ронн |
| |                             |                                                         |       | Судьи: Иэн Крофт Юри Ронн |
| |                             |                                                         |       | Судьи: Иэн Крофт Юри Ронн |
| |                             |                                                         |       | Судьи: Иэн Крофт Юри Ронн |
| 6 мин | Штраф                       | 4 мин                                                   |       | Судьи: Иэн Крофт Юри Ронн |
| |                             |                                                         |       |                           |
| | 31                          | Броски                                                  | 39    |                           |

| 6 мая 2013 20:15 | Швеция | 2 : 1 (0:1, 1:0, 1:0) | Беларусь | Глобен-Арена, Стокгольм Зрителей: 10 473 |

| Отчёт                                                       | Отчёт      | Отчёт                     | Отчёт     | Отчёт                            |
| ----------------------------------------------------------- | ---------- | ------------------------- | --------- | -------------------------------- |
|                                                             |            |                           |           |                                  |
|                                                             | Энрот      | Вратари                   | Мильчаков | Судьи: Кит Кавал Даниэль Пехачек |
|                                                             | Голы:      |                           |           | Судьи: Кит Кавал Даниэль Пехачек |
| Линдберг (Крунвалль) — 25:40 Петтерссон (Лундквист) — 51:36 | 0:1 :1 2:1 | 17:34 — Кольцов (Горошко) |           | Судьи: Кит Кавал Даниэль Пехачек |
|                                                             |            |                           |           | Судьи: Кит Кавал Даниэль Пехачек |
|                                                             |            |                           |           | Судьи: Кит Кавал Даниэль Пехачек |
|                                                             |            |                           |           | Судьи: Кит Кавал Даниэль Пехачек |
| 12 мин                                                      | Штраф      | 14 мин                    |           | Судьи: Кит Кавал Даниэль Пехачек |
|                                                             |            |                           |           |                                  |
|                                                             | 29         | Броски                    | 21        |                                  |

| 7 мая 2013 16:15 | Словения | 2 : 3 (OT) (1:0, 1:1, 0:1) (OT 0:1) | Дания | Глобен-Арена, Стокгольм Зрителей: 1051 |

| Отчёт                                                        | Отчёт               | Отчёт                                                                                   | Отчёт   | Отчёт                                     |
| ------------------------------------------------------------ | ------------------- | --------------------------------------------------------------------------------------- | ------- | ----------------------------------------- |
|                                                              |                     |                                                                                         |         |                                           |
|                                                              | Кристан             | Вратари                                                                                 | Нильсен | Судьи: Владимир Балушка Константин Оленин |
|                                                              | Голы:               |                                                                                         |         | Судьи: Владимир Балушка Константин Оленин |
| Тичар (Грегорц, Робар) — 6:11 Тичар (Робар, Грегорц) — 34:41 | 1:0 1:1 2:1 2:2 2:3 | 23:34 — Столь (Лауридсен, Мадсен) 45:58 — Мадсен (Столь, Йенсен) 61:53 — Греэн (Ларсен) |         | Судьи: Владимир Балушка Константин Оленин |
|                                                              |                     |                                                                                         |         | Судьи: Владимир Балушка Константин Оленин |
|                                                              |                     |                                                                                         |         | Судьи: Владимир Балушка Константин Оленин |
|                                                              |                     |                                                                                         |         | Судьи: Владимир Балушка Константин Оленин |
| 4 мин                                                        | Штраф               | 4 мин                                                                                   |         | Судьи: Владимир Балушка Константин Оленин |
|                                                              |                     |                                                                                         |         |                                           |
|                                                              | 17                  | Броски                                                                                  | 25      |                                           |

| 7 мая 2013 20:15 | Канада | 7 : 1 (4:0, 1:1, 2:0) | Норвегия | Глобен-Арена, Стокгольм Зрителей: 3678 |

| Отчёт | Отчёт                           | Отчёт                             | Отчёт  | Отчёт                                  |
| --- | ------------------------------- | --------------------------------- | ------ | -------------------------------------- |
| |                                 |                                   |        |                                        |
| | Дубник                          | Вратари                           | Волден | Судьи: Ларс Брюггеман Вячеслав Буланов |
| | Голы:                           |                                   |        | Судьи: Ларс Брюггеман Вячеслав Буланов |
| Лэдд (Стэмкос) — 4:45 Скиннер (Стэмкос) — 13:07 Дюшен (Эберле, Робидас) — 16:57 Жиру (Шульц, Стэмкос) — 18:04 Холл (Эберле) — 22:28 Стэмкос (Жиру) — 44:32 Холл (Дюшен, Рейли) — 52:35 | 1:0 2:0 3:0 4:0 5:0 5:1 6:1 7:1 | 30:24 — Олимб (Бастиансен, Олимб) |        | Судьи: Ларс Брюггеман Вячеслав Буланов |
| |                                 |                                   |        | Судьи: Ларс Брюггеман Вячеслав Буланов |
| |                                 |                                   |        | Судьи: Ларс Брюггеман Вячеслав Буланов |
| |                                 |                                   |        | Судьи: Ларс Брюггеман Вячеслав Буланов |
| 6 мин | Штраф                           | 12 мин                            |        | Судьи: Ларс Брюггеман Вячеслав Буланов |
| |                                 |                                   |        |                                        |
| | 36                              | Броски                            | 14     |                                        |

| 8 мая 2013 16:15 | Словения | 1 : 7 (1:3, 0:3, 0:1) | Швейцария | Глобен-Арена, Стокгольм Зрителей: 2132 |

| Отчёт                         | Отчёт                           | Отчёт | Отчёт  | Отчёт                            |
| ----------------------------- | ------------------------------- | --- | ------ | -------------------------------- |
|                               |                                 | |        |                                  |
|                               | Хочевар                         | Вратари | Гербер | Судьи: Антонин Ержабек Кит Кавал |
|                               | Голы:                           | |        | Судьи: Антонин Ержабек Кит Кавал |
| Паич (Павлин, Претнар) — 6:13 | 1:0 1:1 1:2 1:3 1:4 1:5 1:6 1:7 | 14:59 — Боденман (Кунти, Холленштайн) 17:39 — Кунти (Боденман, Холленштайн) 19:23 — Холленштайн (Боденман, Кунти) 31:20 — Холленштайн (Воклер, Валькер) 35:02 — Мозер (Плюсс, Нидеррайтер) 39:53 — Амбюль (Сури) 44:05 — Сури (Амбюль, Гарднер) |        | Судьи: Антонин Ержабек Кит Кавал |
|                               |                                 | |        | Судьи: Антонин Ержабек Кит Кавал |
|                               |                                 | |        | Судьи: Антонин Ержабек Кит Кавал |
|                               |                                 | |        | Судьи: Антонин Ержабек Кит Кавал |
| 8 мин                         | Штраф                           | 4 мин |        | Судьи: Антонин Ержабек Кит Кавал |
|                               |                                 | |        |                                  |
|                               | 14                              | Броски | 38     |                                  |

| 8 мая 2013 20:15 | Норвегия | 1 : 5 (0:2, 1:0, 0:3) | Швеция | Глобен-Арена, Стокгольм Зрителей: 12 293 |

| Отчёт           | Отчёт                   | Отчёт | Отчёт     | Отчёт                             |
| --------------- | ----------------------- | --- | --------- | --------------------------------- |
|                 |                         | |           |                                   |
|                 | Хауген                  | Вратари | Маркстрём | Судьи: Владимир Балушка Мэтт Кирк |
|                 | Голы:                   | |           | Судьи: Владимир Балушка Мэтт Кирк |
| Хольтет — 31:53 | 0:1 0:2 1:2 1:3 1:4 1:5 | 09:26 — Ландеског (Аксельссон, Франссон) 14:00 — Эрикссон (Перссон, Аксельссон) 44:11 — Ямтин (Перссон, Франссон) 44:59 — Фальтх (Аксельссон, Перссон) 56:33 — Ландеског (Хьалмарссон, Эрикссон) |           | Судьи: Владимир Балушка Мэтт Кирк |
|                 |                         | |           | Судьи: Владимир Балушка Мэтт Кирк |
|                 |                         | |           | Судьи: Владимир Балушка Мэтт Кирк |
|                 |                         | |           | Судьи: Владимир Балушка Мэтт Кирк |
| 16 мин          | Штраф                   | 16 мин |           | Судьи: Владимир Балушка Мэтт Кирк |
|                 |                         | |           |                                   |
|                 | 21                      | Броски | 48        |                                   |

| 9 мая 2013 16:15 | Чехия | 2 : 1 (Б) (0:0, 0:0, 1:1) (Б 3:2) | Дания | Глобен-Арена, Стокгольм Зрителей: 3359 |

| Отчёт                                         | Отчёт       | Отчёт                    | Отчёт   | Отчёт                                   |
| --------------------------------------------- | ----------- | ------------------------ | ------- | --------------------------------------- |
|                                               |             |                          |         |                                         |
|                                               | Павелец     | Вратари                  | Нильсен | Судьи: Морган Йоханссон Даниэль Пехачек |
|                                               | Голы:       |                          |         | Судьи: Морган Йоханссон Даниэль Пехачек |
| Михалек (Губачек, Шмид) — 45:53 Иргл — буллит | 1:0 1:1 2:1 | 55:55 — Поульсен (Стаал) |         | Судьи: Морган Йоханссон Даниэль Пехачек |
|                                               |             |                          |         | Судьи: Морган Йоханссон Даниэль Пехачек |
|                                               |             |                          |         | Судьи: Морган Йоханссон Даниэль Пехачек |
|                                               |             |                          |         | Судьи: Морган Йоханссон Даниэль Пехачек |
| 4 мин                                         | Штраф       | 10 мин                   |         | Судьи: Морган Йоханссон Даниэль Пехачек |
|                                               |             |                          |         |                                         |
|                                               | 17          | Броски                   | 9       |                                         |

| 9 мая 2013 20:15 | Швеция | 0 : 3 (0:1, 0:2, 0:0) | Канада | Глобен-Арена, Стокгольм Зрителей: 12 500 |

| Отчёт | Отчёт       | Отчёт                                                                      | Отчёт | Отчёт                             |
| ----- | ----------- | -------------------------------------------------------------------------- | ----- | --------------------------------- |
|       |             |                                                                            |       |                                   |
|       | Энрот       | Вратари                                                                    | Смит  | Судьи: Константин Оленин Юри Ронн |
|       | Голы:       |                                                                            |       | Судьи: Константин Оленин Юри Ронн |
|       | 0:1 0:2 0:3 | 08:56 — Стэмкос 20:55 — Шенн (Рид, Э. Стаал) 33:00 — Д. Стаал (Рейли, Рид) |       | Судьи: Константин Оленин Юри Ронн |
|       |             |                                                                            |       | Судьи: Константин Оленин Юри Ронн |
|       |             |                                                                            |       | Судьи: Константин Оленин Юри Ронн |
|       |             |                                                                            |       | Судьи: Константин Оленин Юри Ронн |
| 8 мин | Штраф       | 8 мин                                                                      |       | Судьи: Константин Оленин Юри Ронн |
|       |             |                                                                            |       |                                   |
|       | 33          | Броски                                                                     | 27    |                                   |

| 10 мая 2013 16:15 | Словения | 2 : 4 (2:2, 0:0, 0:2) | Чехия | Глобен-Арена, Стокгольм Зрителей: 1949 |

| Отчёт                                                   | Отчёт                  | Отчёт | Отчёт   | Отчёт                              |
| ------------------------------------------------------- | ---------------------- | --- | ------- | ---------------------------------- |
|                                                         |                        | |         |                                    |
|                                                         | Кристан                | Вратари | Павелец | Судьи: Мэтт Кирк Константин Оленин |
|                                                         | Голы:                  | |         | Судьи: Мэтт Кирк Константин Оленин |
| Саболич (Тичар, Грегорц) — 6:21 Тичар (Саболич) — 11:47 | 0:1 :1 2:1 2:2 2:3 2:4 | 5:39 — Коукал 19:17 — Гудлер (Накладал, Ворачек) 45:58 — Михалек (Ворачек) 55:55 — Новотны (Губачек, Часлава) |         | Судьи: Мэтт Кирк Константин Оленин |
|                                                         |                        | |         | Судьи: Мэтт Кирк Константин Оленин |
|                                                         |                        | |         | Судьи: Мэтт Кирк Константин Оленин |
|                                                         |                        | |         | Судьи: Мэтт Кирк Константин Оленин |
| 6 мин                                                   | Штраф                  | 4 мин |         | Судьи: Мэтт Кирк Константин Оленин |
|                                                         |                        | |         |                                    |
|                                                         | 17                     | Броски | 27      |                                    |

| 10 мая 2013 20:15 | Беларусь | 1 : 4 (0:2, 0:1, 1:1) | Канада | Глобен-Арена, Стокгольм Зрителей: 4927 |

| Отчёт                     | Отчёт               | Отчёт | Отчёт  | Отчёт                            |
| ------------------------- | ------------------- | --- | ------ | -------------------------------- |
|                           |                     | |        |                                  |
|                           | Мильчаков           | Вратари | Дубник | Судьи: Антонин Ержабек Кит Кавал |
|                           | Голы:               | |        | Судьи: Антонин Ержабек Кит Кавал |
| Ефименко (Демков) — 55:58 | 0:1 0:2 0:3 0:4 1:4 | 11:17 — Рейли (Скиннер, Д. Стаал) 16:59 — Лэдд, Эндрю (Жиру, Шульц) 25:27 — Стэмкос (Жиру, Шульц) 42:35 — Жиру (Стэмкос, Лэдд, Эндрю) |        | Судьи: Антонин Ержабек Кит Кавал |
|                           |                     | |        | Судьи: Антонин Ержабек Кит Кавал |
|                           |                     | |        | Судьи: Антонин Ержабек Кит Кавал |
|                           |                     | |        | Судьи: Антонин Ержабек Кит Кавал |
| 14 мин                    | Штраф               | 8 мин |        | Судьи: Антонин Ержабек Кит Кавал |
|                           |                     | |        |                                  |
|                           | 10                  | Броски | 37     |                                  |

| 11 мая 2013 12:15 | Швейцария | 4 : 1 (1:0, 1:1, 2:0) | Дания | Глобен-Арена, Стокгольм Зрителей: 3543 |

| Отчёт | Отчёт               | Отчёт                   | Отчёт    | Отчёт                      |
| --- | ------------------- | ----------------------- | -------- | -------------------------- |
| |                     |                         |          |                            |
| | Берра               | Вратари                 | Гэлбрайт | Судьи: Кит Кавал Мэтт Кирк |
| | Голы:               |                         |          | Судьи: Кит Кавал Мэтт Кирк |
| Кунти (Боденман, Холленштайн) — 1:55 Гарднер (Фон Гюнтен, Йоси) — 31:02 Сури (Йоси, Амбюль) — 43:47 Нидеррайтер (Валькер, Зегер) — 54:34 | 1:0 2:0 2:1 3:1 4:1 | 33:54 — Йенсен (Лассен) |          | Судьи: Кит Кавал Мэтт Кирк |
| |                     |                         |          | Судьи: Кит Кавал Мэтт Кирк |
| |                     |                         |          | Судьи: Кит Кавал Мэтт Кирк |
| |                     |                         |          | Судьи: Кит Кавал Мэтт Кирк |
| 6 мин | Штраф               | 8 мин                   |          | Судьи: Кит Кавал Мэтт Кирк |
| |                     |                         |          |                            |
| | 27                  | Броски                  | 33       |                            |

| 11 мая 2013 16:15 | Швеция | 2 : 0 (0:0, 1:0, 1:0) | Словения | Глобен-Арена, Стокгольм Зрителей: 12 500 |

| Отчёт                                                                             | Отчёт   | Отчёт   | Отчёт   | Отчёт                                   |
| --------------------------------------------------------------------------------- | ------- | ------- | ------- | --------------------------------------- |
|                                                                                   |         |         |         |                                         |
|                                                                                   | Энрот   | Вратари | Гранчар | Судьи: Владимир Балушка Даниэль Пехачек |
|                                                                                   | Голы:   |         |         | Судьи: Владимир Балушка Даниэль Пехачек |
| Ландеског (Франссон, Гранберг) — 25:50 Петтерссон (Хьалмарссон, Франссон) — 42:51 | 1:0 2:0 |         |         | Судьи: Владимир Балушка Даниэль Пехачек |
|                                                                                   |         |         |         | Судьи: Владимир Балушка Даниэль Пехачек |
|                                                                                   |         |         |         | Судьи: Владимир Балушка Даниэль Пехачек |
|                                                                                   |         |         |         | Судьи: Владимир Балушка Даниэль Пехачек |
| 8 мин                                                                             | Штраф   | 12 мин  |         | Судьи: Владимир Балушка Даниэль Пехачек |
|                                                                                   |         |         |         |                                         |
|                                                                                   | 40      | Броски  | 21      |                                         |

| 11 мая 2013 20:15 | Норвегия | 3 : 1 (1:0, 1:0, 1:1) | Беларусь | Глобен-Арена, Стокгольм Зрителей: 3115 |

| Отчёт                                                                                           | Отчёт           | Отчёт                       | Отчёт             | Отчёт                                    |
| ----------------------------------------------------------------------------------------------- | --------------- | --------------------------- | ----------------- | ---------------------------------------- |
|                                                                                                 |                 |                             |                   |                                          |
|                                                                                                 | Хауген          | Вратари                     | Виталий Белинский | Судьи: Морган Йоханссон Ронн Юри Петтери |
|                                                                                                 | Голы:           |                             |                   | Судьи: Морган Йоханссон Ронн Юри Петтери |
| Скрёдер (Роймарк, Форсберг) — 03:55 Скрёдер (Трайг, Торесен) — 25:58 Бастиансен (Олимб) — 54:18 | 1:0 2:0 3:0 3:1 | 58:27 — Кулаков (Соломонов) |                   | Судьи: Морган Йоханссон Ронн Юри Петтери |
|                                                                                                 |                 |                             |                   | Судьи: Морган Йоханссон Ронн Юри Петтери |
|                                                                                                 |                 |                             |                   | Судьи: Морган Йоханссон Ронн Юри Петтери |
|                                                                                                 |                 |                             |                   | Судьи: Морган Йоханссон Ронн Юри Петтери |
| 25 мин                                                                                          | Штраф           | 8 мин                       |                   | Судьи: Морган Йоханссон Ронн Юри Петтери |
|                                                                                                 |                 |                             |                   |                                          |
|                                                                                                 | 31              | Броски                      | 19                |                                          |

| 12 мая 2013 16:15 | Канада | 2 : 1 (1:1, 0:0, 1:0) | Чехия | Глобен-Арена, Стокгольм Зрителей: 6117 |

| Отчёт                                                       | Отчёт   | Отчёт                          | Отчёт   | Отчёт                                     |
| ----------------------------------------------------------- | ------- | ------------------------------ | ------- | ----------------------------------------- |
|                                                             |         |                                |         |                                           |
|                                                             | Дубник  | Вратари                        | Павелец | Судьи: Морган Йоханссон Маркус Виннерборг |
|                                                             | Голы:   |                                |         | Судьи: Морган Йоханссон Маркус Виннерборг |
| Симмондс (Э. Стаал, Робидас) — 11:01 Скиннер (Смит) — 46:55 | 1:0 1:1 | 17:03 — Коукал (Ганзал, Гейда) |         | Судьи: Морган Йоханссон Маркус Виннерборг |
|                                                             |         |                                |         | Судьи: Морган Йоханссон Маркус Виннерборг |
|                                                             |         |                                |         | Судьи: Морган Йоханссон Маркус Виннерборг |
|                                                             |         |                                |         | Судьи: Морган Йоханссон Маркус Виннерборг |
| 29 мин                                                      | Штраф   | 14 мин                         |         | Судьи: Морган Йоханссон Маркус Виннерборг |
|                                                             |         |                                |         |                                           |
|                                                             | 25      | Броски                         | 31      |                                           |

| 12 мая 2013 20:15 | Норвегия | 1 : 3 (0:2, 0:1, 1:0) | Швейцария | Глобен-Арена, Стокгольм Зрителей: 3226 |

| Отчёт                     | Отчёт           | Отчёт                                                                                  | Отчёт  | Отчёт                             |
| ------------------------- | --------------- | -------------------------------------------------------------------------------------- | ------ | --------------------------------- |
|                           |                 |                                                                                        |        |                                   |
|                           | Хауген          | Вратари                                                                                | Гербер | Судьи: Мартин Франё Дерек Заласки |
|                           | Голы:           |                                                                                        |        | Судьи: Мартин Франё Дерек Заласки |
| Толлефсен (Трайг) — 44:14 | 0:1 0:2 0:3 1:3 | 06:05 — Мозер (Плюсс, Сегер) 15:33 — Йоси (Амбюль, Сури) 39:35 — Гунтен (Амбюль, Йоси) |        | Судьи: Мартин Франё Дерек Заласки |
|                           |                 |                                                                                        |        | Судьи: Мартин Франё Дерек Заласки |
|                           |                 |                                                                                        |        | Судьи: Мартин Франё Дерек Заласки |
|                           |                 |                                                                                        |        | Судьи: Мартин Франё Дерек Заласки |
| 22 мин                    | Штраф           | 16 мин                                                                                 |        | Судьи: Мартин Франё Дерек Заласки |
|                           |                 |                                                                                        |        |                                   |
|                           | 17              | Броски                                                                                 | 37     |                                   |

| 13 мая 2013 16:15 | Дания | 3 : 2 (2:0, 1:2, 0:0) | Беларусь | Глобен-Арена, Стокгольм Зрителей: 537 |

| Отчёт                                                                               | Отчёт               | Отчёт                                                        | Отчёт     | Отчёт                     |
| ----------------------------------------------------------------------------------- | ------------------- | ------------------------------------------------------------ | --------- | ------------------------- |
|                                                                                     |                     |                                                              |           |                           |
|                                                                                     | Нильсен             | Вратари                                                      | Мильчаков | Судьи: Мэтт Кирк Юри Ронн |
|                                                                                     | Голы:               |                                                              |           | Судьи: Мэтт Кирк Юри Ронн |
| Ларсен (Стаал, Хардт) — 06:31 Йенсен (Бёдкер, Лассен) — 14:57 Греен (Хардт) — 27:03 | 1:0 2:0 3:0 3:1 3:2 | 32:10 — Кольцов (Горошко) 36:36 — Граборенко (Стась, Угаров) |           | Судьи: Мэтт Кирк Юри Ронн |
|                                                                                     |                     |                                                              |           | Судьи: Мэтт Кирк Юри Ронн |
|                                                                                     |                     |                                                              |           | Судьи: Мэтт Кирк Юри Ронн |
|                                                                                     |                     |                                                              |           | Судьи: Мэтт Кирк Юри Ронн |
| 6 мин                                                                               | Штраф               | 18 мин                                                       |           | Судьи: Мэтт Кирк Юри Ронн |
|                                                                                     |                     |                                                              |           |                           |
|                                                                                     | 33                  | Броски                                                       | 19        |                           |

| 13 мая 2013 20:15 | Канада | 4 : 3 (OT) (0:2, 2:1, 1:0) (OT 1:0) | Словения | Глобен-Арена, Стокгольм Зрителей: 2184 |

| Отчёт | Отчёт                      | Отчёт                                                                        | Отчёт   | Отчёт                            |
| --- | -------------------------- | ---------------------------------------------------------------------------- | ------- | -------------------------------- |
| |                            |                                                                              |         |                                  |
| | Дубник                     | Вратари                                                                      | Гранчар | Судьи: Антонин Ержабек Кит Кавал |
| | Голы:                      |                                                                              |         | Судьи: Антонин Ержабек Кит Кавал |
| Дюшен (Харрисон, Стаал) — 22:01 Стэмкос (Стаал) — 22:51 Диллон (Холл, Скиннер) — 47:09 Стэмкос (Хэмьюс, Кэмпбелл) — 63:36 | 0:1 0:2 1:2 2:2 2:3 :3 4:3 | 05:53 — Урбас (Родман) 08:36 — Урбас (Родман) 27:17 — Разингар (Тошич, Паич) |         | Судьи: Антонин Ержабек Кит Кавал |
| |                            |                                                                              |         | Судьи: Антонин Ержабек Кит Кавал |
| |                            |                                                                              |         | Судьи: Антонин Ержабек Кит Кавал |
| |                            |                                                                              |         | Судьи: Антонин Ержабек Кит Кавал |
| 4 мин | Штраф                      | 10 мин                                                                       |         | Судьи: Антонин Ержабек Кит Кавал |
| |                            |                                                                              |         |                                  |
| | 39                         | Броски                                                                       | 20      |                                  |

| 14 мая 2013 12:15 | Беларусь | 1 : 4 (0:1, 0:0, 1:3) | Швейцария | Глобен-Арена, Стокгольм Зрителей: 2206 |

| Отчёт                                   | Отчёт              | Отчёт                                                                          | Отчёт | Отчёт                                 |
| --------------------------------------- | ------------------ | ------------------------------------------------------------------------------ | ----- | ------------------------------------- |
|                                         |                    |                                                                                |       |                                       |
|                                         | Белинский          | Вратари                                                                        | Берра | Судьи: Мартин Франё Маркус Виннерборг |
|                                         | Голы:              |                                                                                |       | Судьи: Мартин Франё Маркус Виннерборг |
| Ковыршин (Андрющенко, Шинкевич) — 41:35 | 0:1 :1 1:2 1:3 1:4 | 01:13 — Йози 50:59 — Бибер (Йози, Берра) 54:00 — Уолкер (Бибер) 59:02 — Уолкер |       | Судьи: Мартин Франё Маркус Виннерборг |
|                                         |                    |                                                                                |       | Судьи: Мартин Франё Маркус Виннерборг |
|                                         |                    |                                                                                |       | Судьи: Мартин Франё Маркус Виннерборг |
|                                         |                    |                                                                                |       | Судьи: Мартин Франё Маркус Виннерборг |
| 6 мин                                   | Штраф              | 8 мин                                                                          |       | Судьи: Мартин Франё Маркус Виннерборг |
|                                         |                    |                                                                                |       |                                       |
|                                         | 21                 | Броски                                                                         | 40    |                                       |

| 14 мая 2013 16:15 | Чехия | 7 : 0 (3:0, 2:0, 2:0) | Норвегия | Глобен-Арена, Стокгольм Зрителей: 2769 |

| Отчёт | Отчёт                                        | Отчёт   | Отчёт                                     | Отчёт                            |
| --- | -------------------------------------------- | ------- | ----------------------------------------- | -------------------------------- |
| |                                              |         |                                           |                                  |
| | Павелец — 00:00-53:32 Франчоуж — 53:32-60:00 | Вратари | 00:00-47:54 — Волден 47:54-60:00 — Хауген | Судьи: Морган Йоханссон Юри Ронн |
| | Голы:                                        |         |                                           | Судьи: Морган Йоханссон Юри Ронн |
| Флайшман (Плеканец) — 01:45 Флайшман (Плеканец, Тлусты) — 07:18 Тлусты (Плеканец) — 11:27 Ганзал (Ворачек, Гудлер) — 27:56 Михалек (Шмид, Губачек) — 39:59 Врбата (Ганзал) — 53:11 Иргл (Новотны, Губачек) — 53:32 | 1:0 2:0 3:0 4:0 5:0 6:0 7:0                  |         |                                           | Судьи: Морган Йоханссон Юри Ронн |
| |                                              |         |                                           | Судьи: Морган Йоханссон Юри Ронн |
| |                                              |         |                                           | Судьи: Морган Йоханссон Юри Ронн |
| |                                              |         |                                           | Судьи: Морган Йоханссон Юри Ронн |
| 12 мин | Штраф                                        | 4 мин   |                                           | Судьи: Морган Йоханссон Юри Ронн |
| |                                              |         |                                           |                                  |
| | 36                                           | Броски  | 17                                        |                                  |

| 14 мая 2013 20:15 | Дания | 2 : 4 (1:0, 1:1, 0:3) | Швеция | Глобен-Арена, Стокгольм Зрителей: 11 568 |

| Отчёт                                                   | Отчёт                   | Отчёт | Отчёт     | Отчёт                                |
| ------------------------------------------------------- | ----------------------- | --- | --------- | ------------------------------------ |
|                                                         |                         | |           |                                      |
|                                                         | Галбрайт                | Вратари | Маркстрём | Судьи: Антонин Ержабек Дерек Заласки |
|                                                         | Голы:                   | |           | Судьи: Антонин Ержабек Дерек Заласки |
| Мадсен (Старков) — 07:40 Старков (Мадсен, Грин) — 36:04 | 1:0 1:1 2:1 2:2 2:3 2:4 | 24:30 — Д. Седин (Эрикссон, Х. Седин) 40:22 — Х. Седин (Эрикссон, Д. Седин) 41:36 — Тёрнберг (Линдберг, Петтерссон) 50:45 — Тёрнберг (Петтерссон, Эдлер) |           | Судьи: Антонин Ержабек Дерек Заласки |
|                                                         |                         | |           | Судьи: Антонин Ержабек Дерек Заласки |
|                                                         |                         | |           | Судьи: Антонин Ержабек Дерек Заласки |
|                                                         |                         | |           | Судьи: Антонин Ержабек Дерек Заласки |
| 8 мин                                                   | Штраф                   | 16 мин |           | Судьи: Антонин Ержабек Дерек Заласки |
|                                                         |                         | |           |                                      |
|                                                         | 28                      | Броски | 41        |                                      |

## Плей-офф

### Сетка
|  | Четвертьфиналы | Четвертьфиналы | Четвертьфиналы | Четвертьфиналы | Четвертьфиналы | Четвертьфиналы | Четвертьфиналы | Четвертьфиналы | Четвертьфиналы | Четвертьфиналы |           |           | Полуфиналы | Полуфиналы | Полуфиналы | Полуфиналы        | Полуфиналы        | Полуфиналы        | Полуфиналы        | Полуфиналы        | Полуфиналы        | Полуфиналы        |                   |                   | Финал             | Финал     | Финал     | Финал     | Финал     | Финал     | Финал     | Финал     | Финал     | Финал |
|  |                |                |                |                |                |                |                |                |                |                |           |           |            |            |            |                   |                   |                   |                   |                   |                   |                   |                   |                   |                   |           |           |           |           |           |           |           |           |       |
|  | H1             | Финляндия      | Финляндия      | Финляндия      | Финляндия      | Финляндия      | Финляндия      | Финляндия      | Финляндия      | 4              |           |           |            |            |            |                   |                   |                   |                   |                   |                   |                   |                   |                   |                   |           |           |           |           |           |           |           |           |       |
|  | H1             | Финляндия      | Финляндия      | Финляндия      | Финляндия      | Финляндия      | Финляндия      | Финляндия      | Финляндия      | 4              |           |           |            |            |            |                   |                   |                   |                   |                   |                   |                   |                   |                   |                   |           |           |           |           |           |           |           |           |       |
|  | H4             | Словакия       | Словакия       | Словакия       | Словакия       | Словакия       | Словакия       | Словакия       | Словакия       | 3              |           |           |            |            |            |                   |                   |                   |                   |                   |                   |                   |                   |                   |                   |           |           |           |           |           |           |           |           |       |
|  | H4             | Словакия       | Словакия       | Словакия       | Словакия       | Словакия       | Словакия       | Словакия       | Словакия       | 3              | WQF1      | Финляндия | Финляндия  | Финляндия  | Финляндия  | Финляндия         | Финляндия         | Финляндия         | Финляндия         | 0                 |                   |                   |                   |                   |                   |           |           |           |           |           |           |           |           |       |
|  |                |                |                |                |                |                |                |                |                |                | WQF1      | Финляндия | Финляндия  | Финляндия  | Финляндия  | Финляндия         | Финляндия         | Финляндия         | Финляндия         | 0                 |                   |                   |                   |                   |                   |           |           |           |           |           |           |           |           |       |
|  |                |                | WQF2           | Швеция         | Швеция         | Швеция         | Швеция         | Швеция         | Швеция         | Швеция         | Швеция    | 3         |            |            |            |                   |                   |                   |                   |                   |                   |                   |                   |                   |                   |           |           |           |           |           |           |           |           |       |
|  | S2             | Канада         | Канада         | Канада         | Канада         | Канада         | Канада         | Канада         | Канада         | Швеция         | Швеция    | 3         | 2          |            |            |                   |                   |                   |                   |                   |                   |                   |                   |                   |                   |           |           |           |           |           |           |           |           |       |
|  | S2             | Канада         | Канада         | Канада         | Канада         | Канада         | Канада         | Канада         | Канада         |                |           |           | 2          |            |            |                   |                   |                   |                   |                   |                   |                   |                   |                   |                   |           |           |           |           |           |           |           |           |       |
|  | S3             | Швеция         | Швеция         | Швеция         | Швеция         | Швеция         | Швеция         | Швеция         | Швеция         | 3              |           |           |            |            |            |                   |                   |                   |                   |                   |                   |                   |                   |                   |                   |           |           |           |           |           |           |           |           |       |
|  | S3             | Швеция         | Швеция         | Швеция         | Швеция         | Швеция         | Швеция         | Швеция         | Швеция         | 3              |           |           |            |            |            |                   |                   |                   |                   |                   |                   |                   | WSF1              | Швеция            | Швеция            | Швеция    | Швеция    | Швеция    | Швеция    | Швеция    | Швеция    | 5         |           |       |
|  |                |                |                |                |                |                |                |                |                |                |           |           |            |            |            |                   |                   |                   |                   |                   |                   |                   | WSF1              | Швеция            | Швеция            | Швеция    | Швеция    | Швеция    | Швеция    | Швеция    | Швеция    | 5         |           |       |
|  |                |                | WSF2           | Швейцария      | Швейцария      | Швейцария      | Швейцария      | Швейцария      | Швейцария      | Швейцария      | Швейцария | 1         |            |            |            |                   |                   |                   |                   |                   |                   |                   |                   |                   |                   |           |           |           |           |           |           |           |           |       |
|  | S1             | Швейцария      | Швейцария      | Швейцария      | Швейцария      | Швейцария      | Швейцария      | Швейцария      | Швейцария      | Швейцария      | Швейцария | 1         | 2          |            |            |                   |                   |                   |                   |                   |                   |                   |                   |                   |                   |           |           |           |           |           |           |           |           |       |
|  | S1             | Швейцария      | Швейцария      | Швейцария      | Швейцария      | Швейцария      | Швейцария      | Швейцария      | Швейцария      |                |           |           | 2          |            |            |                   |                   |                   |                   |                   |                   |                   |                   |                   |                   |           |           |           |           |           |           |           |           |       |
|  | S4             | Чехия          | Чехия          | Чехия          | Чехия          | Чехия          | Чехия          | Чехия          | Чехия          | 1              |           |           |            |            |            |                   |                   |                   |                   |                   |                   |                   |                   |                   |                   |           |           |           |           |           |           |           |           |       |
|  | S4             | Чехия          | Чехия          | Чехия          | Чехия          | Чехия          | Чехия          | Чехия          | Чехия          | 1              | WQF3      | Швейцария | Швейцария  | Швейцария  | Швейцария  | Швейцария         | Швейцария         | Швейцария         | Швейцария         | 3                 |                   |                   |                   |                   |                   |           |           |           |           |           |           |           |           |       |
|  |                |                |                |                |                |                |                |                |                |                | WQF3      | Швейцария | Швейцария  | Швейцария  | Швейцария  | Швейцария         | Швейцария         | Швейцария         | Швейцария         | 3                 |                   |                   |                   |                   |                   |           |           |           |           |           |           |           |           |       |
|  |                |                | WQF4           | США            | США            | США            | США            | США            | США            | США            | США       | 0         |            |            |            |                   |                   |                   |                   |                   |                   |                   |                   |                   |                   |           |           |           |           |           |           |           |           |       |
|  | H2             | Россия         | Россия         | Россия         | Россия         | Россия         | Россия         | Россия         | Россия         | США            | США       | 0         | 3          |            |            | Матч за 3-е место | Матч за 3-е место | Матч за 3-е место | Матч за 3-е место | Матч за 3-е место | Матч за 3-е место | Матч за 3-е место | Матч за 3-е место | Матч за 3-е место | Матч за 3-е место |           |           |           |           |           |           |           |           |       |
|  | H2             | Россия         | Россия         | Россия         | Россия         | Россия         | Россия         | Россия         | Россия         |                |           |           | 3          |            |            | Матч за 3-е место | Матч за 3-е место | Матч за 3-е место | Матч за 3-е место | Матч за 3-е место | Матч за 3-е место | Матч за 3-е место | Матч за 3-е место | Матч за 3-е место | Матч за 3-е место |           |           |           |           |           |           |           |           |       |
|  | H3             | США            | США            | США            | США            | США            | США            | США            | США            | 8              |           |           |            |            |            |                   |                   |                   |                   |                   |                   |                   |                   |                   |                   |           |           |           |           |           |           |           |           |       |
|  | H3             | США            | США            | США            | США            | США            | США            | США            | США            | 8              |           |           |            |            |            |                   |                   |                   |                   |                   |                   |                   |                   |                   |                   |           |           |           |           |           |           |           |           |       |
|  |                |                |                |                |                |                |                |                |                |                |           |           |            |            |            |                   |                   |                   |                   |                   |                   |                   |                   |                   | LSF1              | Финляндия | Финляндия | Финляндия | Финляндия | Финляндия | Финляндия | Финляндия | Финляндия | 2     |
|  |                |                |                |                |                |                |                |                |                |                |           |           |            |            |            |                   |                   |                   |                   |                   |                   |                   |                   |                   | LSF1              | Финляндия | Финляндия | Финляндия | Финляндия | Финляндия | Финляндия | Финляндия | Финляндия | 2     |
|  |                |                |                |                |                |                |                |                |                |                |           |           |            |            |            |                   |                   |                   |                   |                   |                   |                   |                   |                   | LSF2              | США       | США       | США       | США       | США       | США       | США       | США       | 3     |
|  |                |                |                |                |                |                |                |                |                |                |           |           |            |            |            |                   |                   |                   |                   |                   |                   |                   |                   |                   | LSF2              | США       | США       | США       | США       | США       | США       | США       | США       | 3     |

### Четвертьфинал
Время местное в Стокгольме UTC+2, в Хельсинки UTC+3.
| 16 мая 2013 13:00 | Россия | 3 : 8 (1:2, 0:2, 2:4) | США | Хартвалл Арена, Хельсинки Зрителей: 5506 |

| Отчёт                                                                                      | Отчёт                                       | Отчёт | Отчёт  | Отчёт                              |
| ------------------------------------------------------------------------------------------ | ------------------------------------------- | --- | ------ | ---------------------------------- |
|                                                                                            |                                             | |        |                                    |
|                                                                                            | Брызгалов Варламов                          | Вратари | Гибсон | Судьи: Ларс Брюггеман Брент Рейбер |
|                                                                                            | Голы:                                       | |        | Судьи: Ларс Брюггеман Брент Рейбер |
| Свитов (Соин, Тютин) — 15:30 Овечкин (Варламов) — 41:33 Пережогин (Попов, Овечкин) — 43:40 | 0:1 0:2 1:2 1:3 1:4 2:4 2:5 3:5 3:6 3:7 3:8 | 11:53 — (Штястны (Смит, Ханвик) 12:43 — Оши (Стэплтон) 25:45 — Томпсон (Картер) 37:31 — Гальченюк (Смит, Штястны) 42:55 — Картер 48:11 — Труба (Смит, Штястны) 49:56 — Мосс (Смит) 50:07 — Штястны (Смит, Батлер) |        | Судьи: Ларс Брюггеман Брент Рейбер |
|                                                                                            |                                             | |        | Судьи: Ларс Брюггеман Брент Рейбер |
|                                                                                            |                                             | |        | Судьи: Ларс Брюггеман Брент Рейбер |
|                                                                                            |                                             | |        | Судьи: Ларс Брюггеман Брент Рейбер |
| 4 мин                                                                                      | Штраф                                       | 8 мин |        | Судьи: Ларс Брюггеман Брент Рейбер |
|                                                                                            |                                             | |        |                                    |
|                                                                                            | 34                                          | Броски | 31     |                                    |

| 16 мая 2013 14:45 | Швейцария | 2 : 1 (1:0, 1:0, 0:1) | Чехия | Глобен-Арена, Стокгольм Зрителей: 2237 |

| Отчёт                                                                 | Отчёт       | Отчёт                              | Отчёт   | Отчёт                                      |
| --------------------------------------------------------------------- | ----------- | ---------------------------------- | ------- | ------------------------------------------ |
|                                                                       |             |                                    |         |                                            |
|                                                                       | Гербер      | Вратари                            | Павелец | Судьи: Константин Оленин Маркус Виннерборг |
|                                                                       | Голы:       |                                    |         | Судьи: Константин Оленин Маркус Виннерборг |
| Холленштайн (Блинденбахер, Сури) — 05:45 Йоси (Гарднер, Диас) — 33:08 | 1:0 2:0 2:1 | 45:29 — Кутлак (Плеканец, Ворачек) |         | Судьи: Константин Оленин Маркус Виннерборг |
|                                                                       |             |                                    |         | Судьи: Константин Оленин Маркус Виннерборг |
|                                                                       |             |                                    |         | Судьи: Константин Оленин Маркус Виннерборг |
|                                                                       |             |                                    |         | Судьи: Константин Оленин Маркус Виннерборг |
| 12 мин                                                                | Штраф       | 6 мин                              |         | Судьи: Константин Оленин Маркус Виннерборг |
|                                                                       |             |                                    |         |                                            |
|                                                                       | 32          | Броски                             | 34      |                                            |

| 16 мая 2013 18:30 | Финляндия | 4 : 3 (3:0, 0:2, 1:1) | Словакия | Хартвалл Арена, Хельсинки Зрителей: 9520 |

| Отчёт | Отчёт                       | Отчёт                                                                                                 | Отчёт | Отчёт                            |
| --- | --------------------------- | --- | ----- | -------------------------------- |
| |                             | |       |                                  |
| | Раанта                      | Вратари                                                                                               | Станя | Судьи: Антонин Ержабек Кит Кавал |
| | Голы:                       | |       | Судьи: Антонин Ержабек Кит Кавал |
| Вяанянен — 1:31 Контиола (Песонен, Аалтонен) — 9:49 Контиола (Аалтонен) — 15:44 Аалтонен (Контиола, Песонен) — 48:13 | 1:0 2:0 3:0 3:1 3:2 3:3 4:3 | 25:03 — Миклик (Мезей, Кукумберг) 32:17 — Секера (Мезей, Гудачек) 40:30 — Суровый (Радивоевич, Мезей) |       | Судьи: Антонин Ержабек Кит Кавал |
| |                             | |       | Судьи: Антонин Ержабек Кит Кавал |
| |                             | |       | Судьи: Антонин Ержабек Кит Кавал |
| |                             | |       | Судьи: Антонин Ержабек Кит Кавал |
| 8 мин | Штраф                       | 10 мин                                                                                                |       | Судьи: Антонин Ержабек Кит Кавал |
| |                             | |       |                                  |
| | 25                          | Броски                                                                                                | 36    |                                  |

| 16 мая 2013 20:15 | Канада | 2 : 3 (Б) (0:0, 1:0, 1:2) (Б 0:1) | Швеция | Глобен-Арена, Стокгольм Зрителей: 11 153 |

| Отчёт                                                | Отчёт              | Отчёт                                                                                                 | Отчёт | Отчёт                            |
| ---------------------------------------------------- | ------------------ | --- | ----- | -------------------------------- |
|                                                      |                    | |       |                                  |
|                                                      | Смит               | Вратари                                                                                               | Энрот | Судьи: Вячеслав Буланов Юри Ронн |
|                                                      | Голы:              | |       | Судьи: Вячеслав Буланов Юри Ронн |
| Стэмкос (Робидас, Эндрю) — 20:45 Жиру (Лэдд) — 50:50 | 1:0 1:1 1:2 :2 2:3 | 45:41 — Даниэльссон (Х. Седин, Д. Седин) 49:35 — Эрикссон (Д. Седин, Даниэльссон) Буллит — Петтерссон |       | Судьи: Вячеслав Буланов Юри Ронн |
|                                                      |                    | |       | Судьи: Вячеслав Буланов Юри Ронн |
|                                                      |                    | |       | Судьи: Вячеслав Буланов Юри Ронн |
|                                                      |                    | |       | Судьи: Вячеслав Буланов Юри Ронн |
| 8 мин                                                | Штраф              | 29 мин                                                                                                |       | Судьи: Вячеслав Буланов Юри Ронн |
|                                                      |                    | |       |                                  |
|                                                      | 43                 | Броски                                                                                                | 32    |                                  |

### Полуфинал
Время местное (UTC+2).
| 18 мая 2013 15:00 | Финляндия | 0 : 3 (0:1, 0:1, 0:1) | Швеция | Глобен-Арена, Стокгольм Зрителей: 11 674 |

| Отчёт | Отчёт       | Отчёт | Отчёт | Отчёт                                 |
| ----- | ----------- | --- | ----- | ------------------------------------- |
|       |             | |       |                                       |
|       | Раанта      | Вратари | Энрот | Судьи: Константин Оленин Брент Райбер |
|       | Голы:       | |       | Судьи: Константин Оленин Брент Райбер |
|       | 0:1 0:2 0:3 | 10:33 — Эрикссон (Х. Седин, Д. Седин) 36:13 — Эрикссон (Х. Седин, Д. Седин) 59:37 — Х. Седин (Эрикссон, Таллиндер) |       | Судьи: Константин Оленин Брент Райбер |
|       |             | |       | Судьи: Константин Оленин Брент Райбер |
|       |             | |       | Судьи: Константин Оленин Брент Райбер |
|       |             | |       | Судьи: Константин Оленин Брент Райбер |
| 8 мин | Штраф       | 4 мин |       | Судьи: Константин Оленин Брент Райбер |
|       |             | |       |                                       |
|       | 30          | Броски | 31    |                                       |

| 18 мая 2013 19:00 | Швейцария | 3 : 0 (0:0, 1:0, 2:0) | США | Глобен-Арена, Стокгольм Зрителей: 7136 |

| Отчёт                                                                                  | Отчёт       | Отчёт   | Отчёт  | Отчёт                                 |
| -------------------------------------------------------------------------------------- | ----------- | ------- | ------ | ------------------------------------- |
|                                                                                        |             |         |        |                                       |
|                                                                                        | Берра       | Вратари | Гибсон | Судьи: Ларс Брюггеман Антонин Ержабек |
|                                                                                        | Голы:       |         |        | Судьи: Ларс Брюггеман Антонин Ержабек |
| Нидеррайтер (Плюсс) — 30:01 Валькер (Мозер, Фуррер) — 50:11 Сури (Нидеррайтер) — 59:41 | 1:0 2:0 3:0 |         |        | Судьи: Ларс Брюггеман Антонин Ержабек |
|                                                                                        |             |         |        | Судьи: Ларс Брюггеман Антонин Ержабек |
|                                                                                        |             |         |        | Судьи: Ларс Брюггеман Антонин Ержабек |
|                                                                                        |             |         |        | Судьи: Ларс Брюггеман Антонин Ержабек |
| 4 мин                                                                                  | Штраф       | 8 мин   |        | Судьи: Ларс Брюггеман Антонин Ержабек |
|                                                                                        |             |         |        |                                       |
|                                                                                        | 31          | Броски  | 29     |                                       |

### Матч за 3-е место
Время местное (UTC+2).
| 19 мая 2013 16:00 | Финляндия | 2 : 3 (Б) (0:2, 0:0, 2:0) (Б 1:2) | США | Глобен-Арена, Стокгольм Зрителей: 6836 |

| Отчёт                                                                           | Отчёт               | Отчёт                                                                         | Отчёт  | Отчёт                                 |
| ------------------------------------------------------------------------------- | ------------------- | ----------------------------------------------------------------------------- | ------ | ------------------------------------- |
|                                                                                 |                     |                                                                               |        |                                       |
|                                                                                 | Раанта              | Вратари                                                                       | Гибсон | Судьи: Брент Райбер Маркус Виннерборг |
|                                                                                 | Голы:               |                                                                               |        | Судьи: Брент Райбер Маркус Виннерборг |
| Корпикоски (Вяанянен, Гранлунд) — 48:56 Корпикоски (Гранлунд, Контиола) — 52:18 | 0:1 0:2 1:2 2:2 2:3 | 00:58 — Смит (Штястны, Мосс) 15:58 — Штястны (Труба, Смит) Буллит — Гальченюк |        | Судьи: Брент Райбер Маркус Виннерборг |
|                                                                                 |                     |                                                                               |        | Судьи: Брент Райбер Маркус Виннерборг |
|                                                                                 |                     |                                                                               |        | Судьи: Брент Райбер Маркус Виннерборг |
|                                                                                 |                     |                                                                               |        | Судьи: Брент Райбер Маркус Виннерборг |
| 2 мин                                                                           | Штраф               | 0 мин                                                                         |        | Судьи: Брент Райбер Маркус Виннерборг |
|                                                                                 |                     |                                                                               |        |                                       |
|                                                                                 | 38                  | Броски                                                                        | 26     |                                       |

### Финал
Время местное (UTC+2).
| 19 мая 2013 20:30 | Швейцария | 1 : 5 (1:2, 0:0, 0:3) | Швеция | Глобен-Арена, Стокгольм Зрителей: 12 500 |

| Отчёт                 | Отчёт                   | Отчёт | Отчёт | Отчёт                                    |
| --------------------- | ----------------------- | --- | ----- | ---------------------------------------- |
|                       |                         | |       |                                          |
|                       | Гербер                  | Вратари | Энрот | Судьи: Константин Оленин Антонин Ержабек |
|                       | Голы:                   | |       | Судьи: Константин Оленин Антонин Ержабек |
| Йоси (Валькер) — 4:45 | 1:0 1:1 1:2 1:3 1:4 1:5 | 08:42 — Густафссон (Петтерссон, Лундквист) 11:38 — Х. Седин 47:13 — Яльмарссон (Ландеског) 55:37 — Эрикссон (Х. Седин) 56:36 — Х. Седин |       | Судьи: Константин Оленин Антонин Ержабек |
|                       |                         | |       | Судьи: Константин Оленин Антонин Ержабек |
|                       |                         | |       | Судьи: Константин Оленин Антонин Ержабек |
|                       |                         | |       | Судьи: Константин Оленин Антонин Ержабек |
| 18 мин                | Штраф                   | 6 мин |       | Судьи: Константин Оленин Антонин Ержабек |
|                       |                         | |       |                                          |
|                       | 27                      | Броски | 27    |                                          |

## Итоговое положение команд
|  | Условные цветовые обозначения |
|  | ----------------------------- |
|  | Команда — чемпион мира        |
|  | Команда — серебряный призёр   |
|  | Команда — бронзовый призёр    |
|  | переходящие в Первый дивизион |

|     | Швеция    |
|     | Швейцария |
|     | США       |
| 4.  | Финляндия |
| 5.  | Канада    |
| 6.  | Россия    |
| 7.  | Чехия     |
| 8.  | Словакия  |
| 9.  | Германия  |
| 10. | Норвегия  |
| 11. | Латвия    |
| 12. | Дания     |
| 13. | Франция   |
| 14. | Беларусь  |
| 15. | Австрия   |
| 16. | Словения  |

## Чемпион
| Чемпион мира по хоккею с шайбой 2013 |
| Швеция Девятый титул                 |

## Статистика чемпионата

### Набранные очки
Список игроков отсортирован сначала по количеству очков, затем — по количеству забитых голов.
| Место | Игрок             | И  | Г | П  | О  | Ш  | +/− | Поз |
| ----- | ----------------- | -- | - | -- | -- | -- | --- | --- |
| 1     | Петри Контиола    | 10 | 8 | 8  | 16 | 8  | +6  | Н   |
| 2     | Пол Штястны       | 10 | 7 | 8  | 15 | 6  | +7  | Н   |
| 3     | Крэйг Смит        | 10 | 4 | 10 | 14 | 18 | +5  | Н   |
| 4     | Илья Ковальчук    | 8  | 8 | 5  | 13 | 29 | +5  | Н   |
| 5     | Стивен Стэмкос    | 8  | 7 | 5  | 12 | 6  | +6  | Н   |
| 6     | Юхаматти Аалтонен | 10 | 4 | 7  | 11 | 4  | +3  | Н   |
| 7     | Александр Радулов | 8  | 5 | 5  | 10 | 4  | +4  | Н   |
| 8     | Луи Эрикссон      | 10 | 5 | 5  | 10 | 0  | +4  | Н   |
| 9     | Хенрик Седин      | 4  | 4 | 5  | 9  | 2  | +4  | Н   |
| 10    | Роман Йоси        | 10 | 4 | 5  | 9  | 4  | +2  | З   |
| 11    | Нино Нидеррайтер  | 10 | 5 | 3  | 8  | 2  | +3  | Н   |
| 11    | Рето Сури         | 10 | 5 | 3  | 8  | 8  | +3  | Н   |

По данным: IIHF.com Итоговое обновление: 19 мая 2013.
Примечание: в таблицу включены только первые 12 позиций.

### Индивидуальные награды
Самый ценный игрок (MVP):
- Роман Йоси

Лучшие игроки:
- Вратарь:  Юнас Энрот
- Защитник:  Роман Йоси
- Нападающий:  Петри Контиола

Символическая сборная:
- Вратарь:  Юнас Энрот
- Защитники:  Роман Йоси —  Жюльен Воклер
- Нападающие:  Петри Контиола —  Пол Штястны —  Хенрик Седин